# Seznam postav seriálu Stranger Things
Toto je seznam postav seriálu Stranger Things.

## Přehled

### Hlavní role
| Postava             | Herec                 | Řada     | Řada     | Řada      | Řada      | Řada   |
| Postava             | Herec                 | 1        | 2        | 3         | 4         | 5      |
| ------------------- | --------------------- | -------- | -------- | --------- | --------- | ------ |
| Joyce Byersová      | Winona Ryder          | Hlavní   | Hlavní   | Hlavní    | Hlavní    | Hlavní |
| Jim Hopper          | David Harbour         | Hlavní   | Hlavní   | Hlavní    | Hlavní    | Hlavní |
| Mike Wheeler        | Finn Wolfhard         | Hlavní   | Hlavní   | Hlavní    | Hlavní    | Hlavní |
| Jedenáctka          | Millie Bobby Brownová | Hlavní   | Hlavní   | Hlavní    | Hlavní    | Hlavní |
| Dustin Henderson    | Gaten Matarazzo       | Hlavní   | Hlavní   | Hlavní    | Hlavní    | Hlavní |
| Lucas Sinclair      | Caleb McLaughlin      | Hlavní   | Hlavní   | Hlavní    | Hlavní    | Hlavní |
| Nancy Wheelerová    | Natalia Dyer          | Hlavní   | Hlavní   | Hlavní    | Hlavní    | Hlavní |
| Jonathan Byers      | Charlie Heaton        | Hlavní   | Hlavní   | Hlavní    | Hlavní    | Hlavní |
| Karen Wheelerová    | Cara Buono            | Hlavní   | Hlavní   | Hlavní    | Hlavní    | Hlavní |
| Martin Brenner      | Matthew Modine        | Hlavní   | Vedlejší |           | Hlavní    |        |
| Will Byers          | Noah Schnapp          | Vedlejší | Hlavní   | Hlavní    | Hlavní    | Hlavní |
| Steve Harrington    | Joe Keery             | Vedlejší | Hlavní   | Hlavní    | Hlavní    | Hlavní |
| Max Mayfieldová     | Sadie Sink            |          | Hlavní   | Hlavní    | Hlavní    | Hlavní |
| Billy Hargrove      | Dacre Montgomery      |          | Hlavní   | Hlavní    | Hostující |        |
| Bob Newby           | Sean Astin            |          | Hlavní   | Hostující |           |        |
| Sam Owens           | Paul Reiser           |          | Hlavní   | Hostující | Hlavní    |        |
| Robin Buckleyová    | Maya Hawkeová         |          |          | Hlavní    | Hlavní    | Hlavní |
| Erica Sinclairová   | Priah Ferguson        |          | Vedlejší | Hlavní    | Hlavní    | Hlavní |
| Murray Bauman       | Brett Gelman          |          | Vedlejší | Vedlejší  | Hlavní    | Hlavní |
| Vecna / Henry Creel | Jamie Campbell Bower  |          |          |           | Hlavní    | Hlavní |
| Eddie Munson        | Joseph Quinn          |          |          |           | Hlavní    |        |
| Argyle              | Eduardo Franco        |          |          |           | Hlavní    |        |
| Vickie              | Amybeth McNulty       |          |          |           | Vedlejší  | Hlavní |

### Vedlejší role
| Postava                   | Herec                    | Řada      | Řada      | Řada      | Řada      |
| Postava                   | Herec                    | 1         | 2         | 3         | 4         |
| ------------------------- | ------------------------ | --------- | --------- | --------- | --------- |
| Ted Wheeler               | Joe Chrest               | Vedlejší  | Vedlejší  | Vedlejší  | Vedlejší  |
| Holly Wheelerová          | Anniston a Tinsley Price | Vedlejší  | Vedlejší  | Vedlejší  | Vedlejší  |
| Calvin Powell             | Rob Morgan               | Vedlejší  | Vedlejší  | Hostující | Vedlejší  |
| Phil Callahan             | John Paul Reynolds       | Vedlejší  | Vedlejší  | Hostující | Vedlejší  |
| Loonie Byers              | Ross Partridge           | Vedlejší  |           |           |           |
| Barbara „Barb“ Hollandová | Shanon Purser            | Vedlejší  | Hostující |           |           |
| Connie Frazier            | Catherine Dyer           | Vedlejší  |           |           |           |
| Scott Clarke              | Randy Havens             | Vedlejší  | Vedlejší  | Hostující |           |
| hlavní agent              | Tobias Jelinek           | Vedlejší  |           |           |           |
| James Dante               | Cade Jones               | Vedlejší  |           |           |           |
| Florence                  | Susan Shalhoub Larkin    | Vedlejší  | Vedlejší  | Hostující |           |
| Troy Walsh                | Peyton Wich              | Vedlejší  |           |           |           |
| Tommy Hagan               | Chester Rushing          | Vedlejší  | Vedlejší  |           |           |
| Carol Perkins             | Chelsea Talmadge         | Vedlejší  | Vedlejší  |           |           |
| Kali Prasadová / Osmička  | Linnea Barthelsen        |           | Vedlejší  |           |           |
| Susan Hargrove            | Jennifer Marshall        |           | Vedlejší  |           | Vedlejší  |
| Terry Ivesová             | Aimee Mullinsová         | Hostující | Vedlejší  |           | Hostující |
| Claudia Hendersonová      | Catherine Curtin         | Hostující | Vedlejší  | Hostující | Vedlejší  |
| Sue Sinclairová           | Karen Ceesay             | Hostující | Vedlejší  |           | Vedlejší  |
| Charles Sinclair          | Arnell Powell            | Hostující | Vedlejší  |           | Vedlejší  |
| Bruce                     | Jake Busey               |           |           | Vedlejší  |           |
| Grigorij                  | Andrey Ivchenko          |           |           | Vedlejší  |           |
| Tom Holloway              | Michael Park             |           |           | Vedlejší  |           |
| Heather Hollowayová       | Francesca Reale          |           |           | Vedlejší  |           |
| Alexej                    | Alec Utgoff              |           |           | Vedlejší  |           |
| Larry Kline               | Cary Elwes               |           |           | Vedlejší  |           |
| Doris Driscollová         | Peggy Miley              |           |           | Vedlejší  |           |
| Suzie Bungham             | Gabriella Pizzolo        |           |           | Hostující | Vedlejší  |
| Angela                    | Elodie Grace Orkin       |           |           |           | Vedlejší  |
| Desítka                   | Christian Ganiere        |           |           |           | Vedlejší  |
| Dvojka                    | Tristan Spohn            |           |           |           | Vedlejší  |
| Patrick McKinney          | Myles Truitt             |           |           |           | Vedlejší  |
| Dmitri „Enzo“ Antonov     | Tom Wlaschiha            |           |           |           | Vedlejší  |
| Andy                      | Clayton Johnson          |           |           |           | Vedlejší  |
| Lt. Colonel Sullivan      | Sherman Augustus         |           |           |           | Vedlejší  |
| Melnikov                  | Vaidotas Martinaitis     |           |           |           | Vedlejší  |
| Wayne Munson              | Joel Stoffer             |           |           |           | Vedlejší  |
| Agent Stinson             | Paris Benjamin           |           |           |           | Vedlejší  |
| Jurij Ismailov            | Nikola Đuričko           |           |           |           | Vedlejší  |
| Oleg                      | Pasha Lychnikoff         |           |           |           | Vedlejší  |
| Ivan                      | Nikolai Nikolaeff        |           |           |           | Vedlejší  |

## Hlavní postavy

### Joyce Byersová

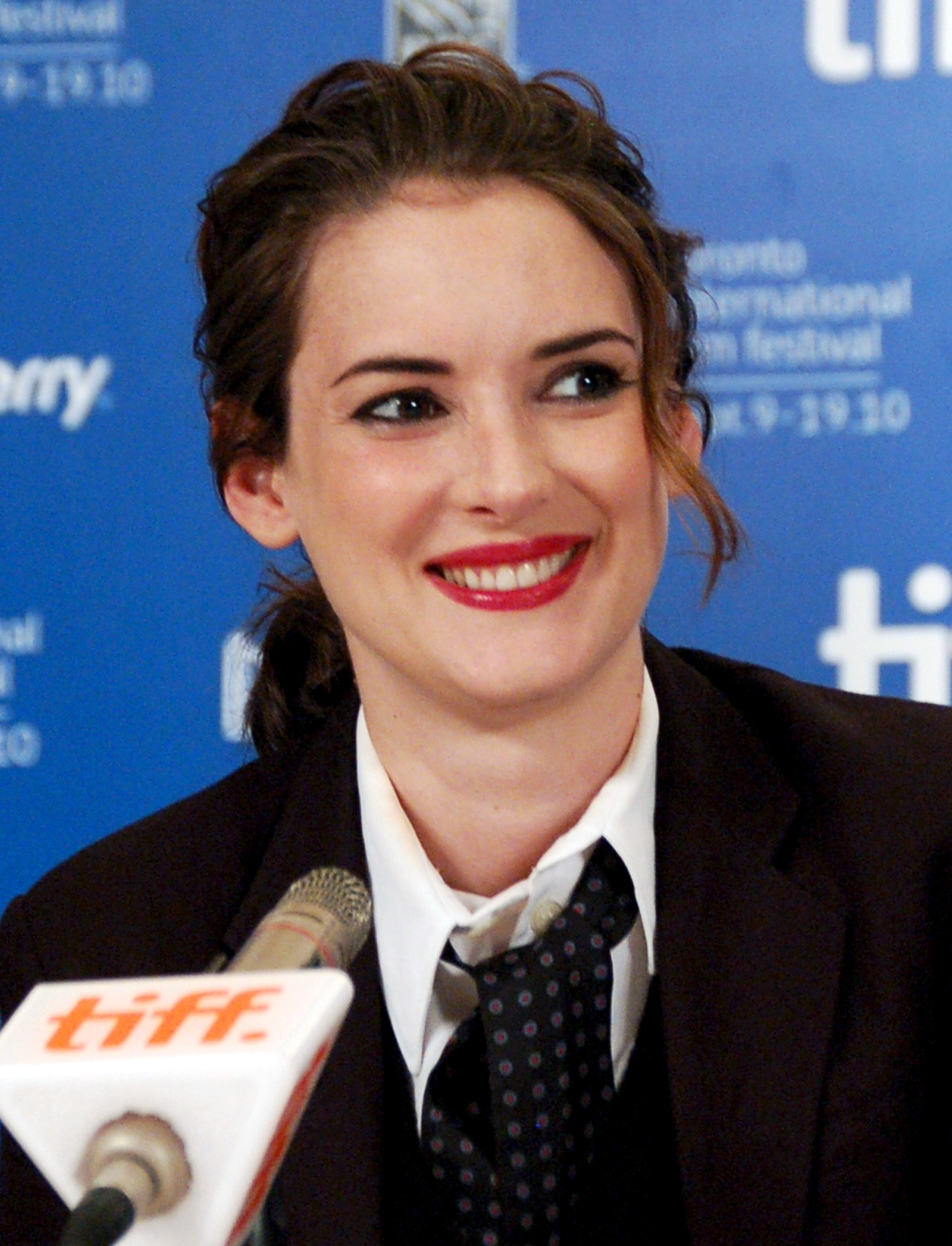
Winona Ryder

Joyce Byersová (hraje Winona Ryder) je matka Jonathana a Willa, bývalá manželka Loonieho Byerse. Joyce je velmi starostlivá žena, která pracuje jako prodavačka v Melvald's General Store v centru Hawkinsu. Narodila se a vyrůstala v Hawkinsu, kde také navštěvovala místní střední školu.
Ve druhé řadě se Joyce snaží žít normální život se svým partnerem Bobem a chránit svého syna Willa. Jakmile se Willův zdravotní stav zhoršuje, společně s Bobem, Hopperem a Mikem zjistí, že je posednut Mozkožroutem, který do Hawkinsu povolá „demo-psy“, kteří obsadí laboratoř, v níž se právě nacházejí a jsou v ní uvězněni bez proudu. Bob se nabídne, že půjde resetovat jističe a otevřít dveře. Když utíkají z laboratoře, demo-psi napadnou Boba a zabijí jej přímo před zraky Joyce. Po ztrátě Boba vypálí z Willa monstrum a tím jej zachrání.
Ve třetí řadě plánuje, po všech předchozích událostech, prodat svůj dům a odstěhovat se z Hawkinsu, přičemž se ji snaží Hopper pozvat na rande. I když k němu něco cítí, snaží se vyhnout dalšímu vztahu. Zajímá se hlavně o to, proč jí z lednice padají magnety a při vyšetřování této záhadnosti odhalí s Hopperem ruské spiknutí. Poté, co vniknou do tajné ruské laboratoře, kde ruští vědci otevírají bránu do obráceného světa, je Joyce nucena bránu zavřít, i když se v dané místnosti nachází Hopper, který po vypnutí stroje zdánlivě zemře. Joyce se tři měsíce po Hopperově zdánlivé smrti s rodinou a El, o kterou se stará, přestěhuje do Kalifornie.
Ve čtvrté řadě s rodinou žije v Lenora Hills v Kalifornii, kde se snaží žít nový život. Zatímco pracuje z domova a prodává po telefonu encyklopedie, obdrží zvláštní balíček z Ruska, v němž nalezne panenku, ve které je ukrytý vzkaz, na němž je napsáno, že je Hopper naživu a vězněn v Rusku a telefonní číslo. Joyce zavolá Murraymu, který za ní přiletí do Kalifornie, zavolají spolu na uvedené číslo a spojí se s mužem jménem Dmitrij Antonov, který jí nabízí, že Hopperovi pomůže s útěkem za 40 000 dolarů. Poté spolu odletí na Aljašku, kde se setkají s Jurijem Ismajlovem, spojencem Antonova, který Joyce a Murrayho podvede za vidinou vyššího zisku. Jurij je uspí, sváže a naloží do letadla, kterým letí do Sovětského svazu. V polovině letu se jim podaří osvobodit a zneškodnit Jurije, ale jelikož nikdo neumí ovládat letadlo, musejí nouzově přistát v SSSR. Všichni tři přežijí a cestují do izolovaného gulagu, kde zjišťují, že Hopper s ostatními vězni bojuje s Demogorgonem, který zabije všechny vězně, kromě Antonova a Hoppera. Zatímco Hopper úspěšně zadržuje Demogorgona, Joyce a Murray poráží stráž a podaří se jim otevřít dveře do arény, což Hopperovi s Antonovem umožní uniknout. Než však stihnout odletět z Ruska, Joyce a Hopper se od jednoho z agentů dr. Owense dozvídají, že jsou jejich děti v Hawkinsu v nebezpečí kvůli novému zlu, které ohrožuje místní obyvatele. S vědomím, že se nevrátí zpět do Spojených států včas, se s Hopperem a Murrayem vrací do gulagu, aby zabili Demogorgona a izolovanou část Mozkožrouta, aby svým dětem pomohli. I přes to, že Mozkožrout posedne Demogorgona a demo-psy, jsou nakonec úspěšní a s pomocí Antonova a Jurije znovu uniknou z gulagu. O dva dny později se vracejí do Hawkinsu, kde se znovu setkávají se svými dětmi, a jsou svědky toho, jak se čtyři brány do obráceného světa začínají slévat do Hawkinsu.

### Jim Hopper

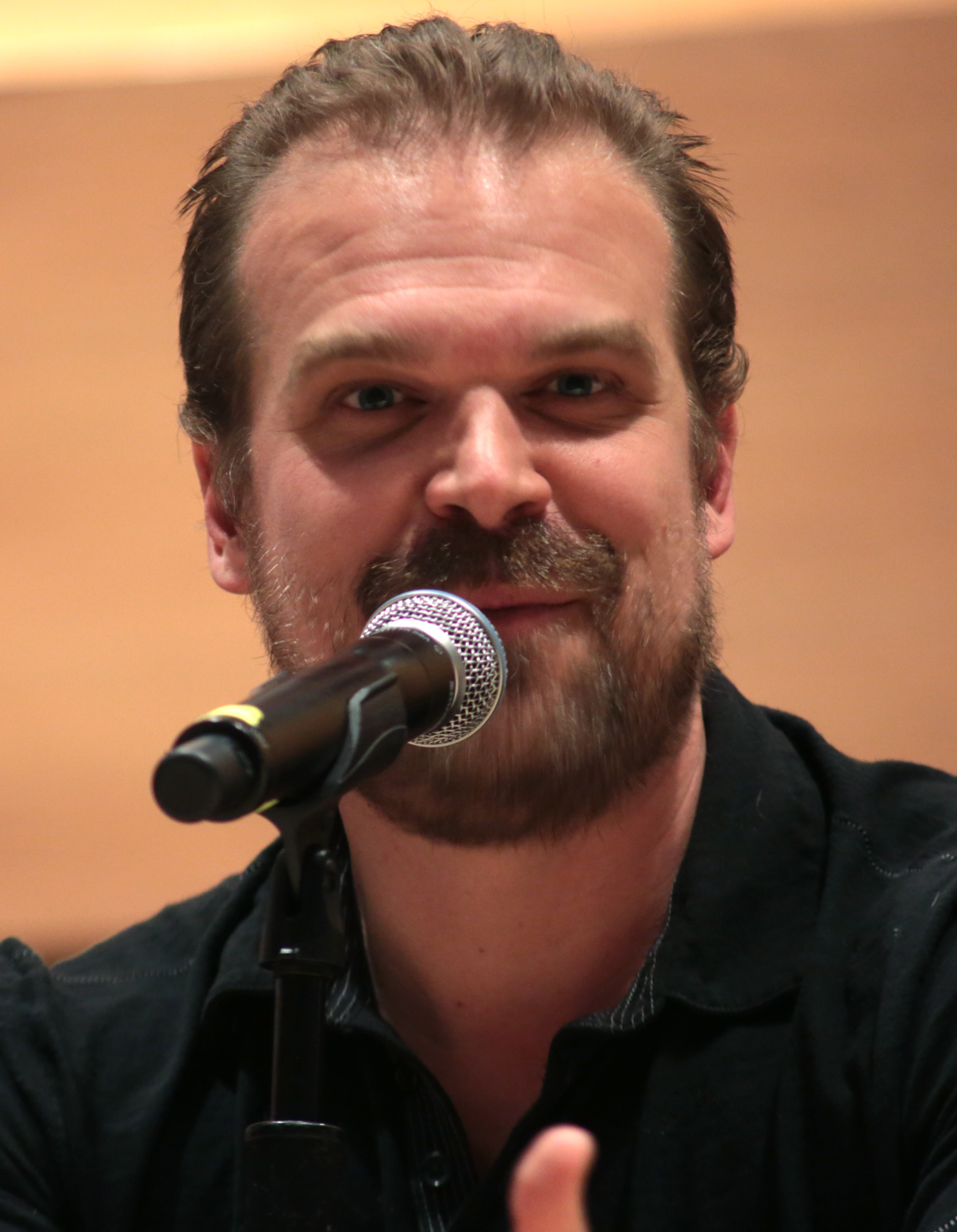
David Harbour

James „Jim“ Hopper (hraje David Harbour), přezdívaný „Hop“, je bývalý náčelník hawkinské policie. V Hawkinsu žil bezstarostný život, a přesto ho pronásledovala neklidná minulost. Poté, co jeho bývalá spolužačka Joyce Byersová, oznámí, že její syn Will záhadně zmizel, se Hopperův život zkomplikuje. Začíná si uvědomovat, že Willovo zmizení bylo způsobeno experimentem v Hawkinské laboratoři a pomůže Joyce zachránit jejího syna z obráceného světa. Později Hopper objeví Jedenáctku, testovací subjekt laboratoře, která žije sama v lesích. Rozhodne se ji vzít k sobě, poskytnout jí domov ve své chatě a udělá vše, co je v jeho silách, aby ji skryl před úřady.
Ve druhé řadě se zabývá případem, kdy ve městě začínají hnít plodiny, přičemž zjistí, že za tím stojí záhadné tunely pod Hawkinsem. Hopper si uvědomuje, že brána do alternativní dimenze nejenže zůstala otevřená, ale aktivně se zvětšuje a následně kazí prostředí kolem ní. Smečka demo-psů, vražedných tvorů pocházejících z alternativní dimenze, zaútočí na laboratoř, přičemž jim Hopper se spojenci těsně unikne. Bezprostřední hrozba pro Hawkins je zničena, když se El, doprovázená Hopperem, vrátí do laboratoře, kde pomocí svých psychokinetických schopností uzavře bránu, čímž přeruší spojení s alternativní dimenzí „Vzhůru nohama“. V následujících měsících je Hawkinsova laboratoř uzavřena a s pomocí dr. Owense byl Hopper schopen oficiálně adoptovat El, jejím zákonným jménem se stala „Jane Hopperová“.
Ve třetí řadě si Joyce začíná dělat starosti s magnety, které jí padají z lednice a věří, že se v Hawkinsu opět děje něco podivného. Skeptický Hopper se snaží rozptýlit její obavy a vezme ji do opuštěné Hawkinsovy laboratoře, aby jí ukázal, že Hawkinsu již nehrozí žádné nebezpečí. Při prohledávání zařízení však Hopper narazí na tajemného ruského vraha, který jej napadl a utekl. Následně Hopper a Joyce začínají vyšetřovat rozsáhlé spiknutí, jehož součástí je i zkorumpovaný starosta, podezřelou aktivitu v místní rozvodné síti a nově vybudované obchodní centrum Starcourt Mall. Poté, co objeví sovětského vědce Alexeje a vezmou ho s sebou jako rukojmí, dopraví ho k rusky mluvícímu novináři Murraymu Baumanovi. Prostřednictvím Murraye se od Alexeje dozvídají, že pod je obchodním centrem vybudována tajná základna, která se snaží otevřít bránu, kterou El zavřela. Poté zjištění základnu infiltrují s cílem deaktivovat sovětský stroj. Když se však Hopper dostane do řídící místnosti, přepadne ho vrah, kterého s Joyce potkali v Hawkinsově laboratoři. Ačkoli Hopper vraha nakonec přemohl a zabil, Joyce je nucena deaktivovat stroj, poblíž kterého stojí Hopper. Zdánlivě zemře, ale ve skutečnosti se ponoří do úkrytu. Přestože přežil, je brzy zajat Sověty, ale v Hawkinsu jej považují za mrtvého. Sověti jej kvůli informacím mučili a posílají ho do zajateckého tábora na Kamčatce.
Ve čtvrté řadě Hopper navazuje komplikované přátelství s dozorcem Dmitrijem Antonovem. Hopper se rozhodne, že se pokusí osvobodit, a navzdory počátečnímu váhání se Dmitrij rozhodne, že mu pomůže. Antonov pošle Joyce balíček obsahující skrytou zprávu, což ji a Murrayho přiměje odcestovat do Sovětského svazu ve snaze ho osvobodit. Mezitím je Hopper společně s mnoha dalšími vězni informován, že mají bojovat se zajatým humanoidním predátorem –⁠ Demogorgonem. Hopper stvoření unikne a o chvíli později se znovu setkává s Joyce a Murrayem, kteří proniknou do zařízení. Navzdory útěku do úkrytu se skupina vrátí do vězení poté, co se dozví, že jejich děti a blízcí v Hawkinsu jsou v nebezpečí. Doufají, že zničením vířících se částic, kterých byli svědky na základně, mohou uškodit Mozkožroutovi a pomoci svým přátelům v nouzi. Po návratu do vězení se Hopper, Joyce a Murray dozvědí, že Mozkožrout unikl z cely a znovu oživili četné zmrazené Demogorgony. Po čase se Hopperovi, Joyce a Murraymu podaří zabít všechna stvoření, přičemž Dmitrij a Jurij přiletí vrtulníkem, aby je dopravili zpět do Ameriky. O dva dny později se společně s El šťastně sejde ve staré chatě. O chvíli později spolu s hrůzou sledují, jak čtyři nově otevřené brány chrlí oblaky kouře a padající částice z obráceného světa.

### Mike Wheeler

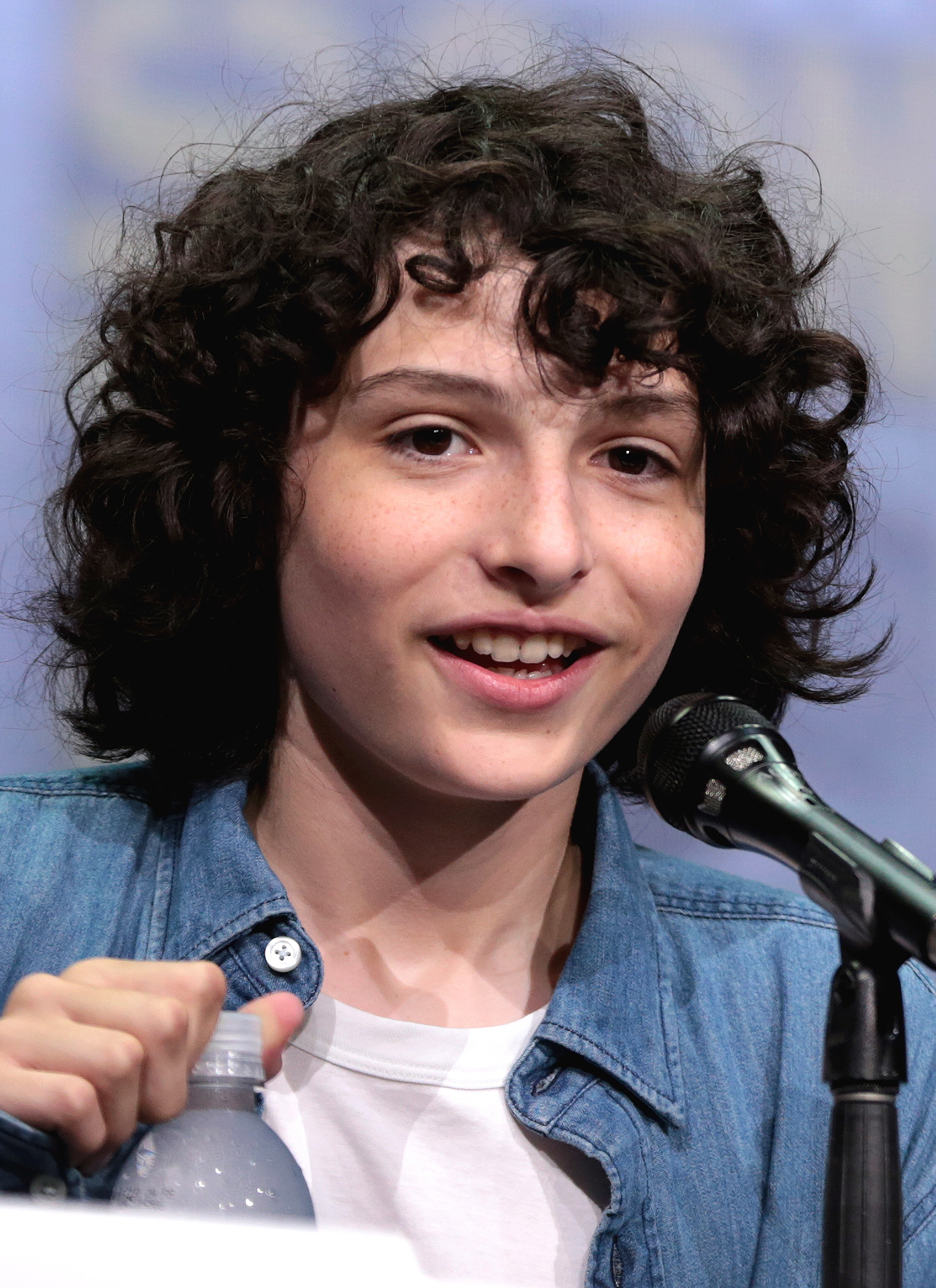
Finn Wolfhard

Michael „Mike“ Wheeler (hraje Finn Wolfhard) je syn Teda a Karen Wheelerových, mladší bratr Nancy a starší bratr Holly. Jeho nejlepšími přáteli jsou Dustin, Lucas a Will. Je inteligentní a věrný svým přátelům. Když se jeho přítel Will v první řadě záhadně ztratí, spolu se svými přáteli se ho snaží najít. Při hledání Willa však místo toho narazí na dívku jménem Jedenáctka. Mike brzy zjistí, že dívka o Willově zmizení něco ví, a požádá ji o pomoc při jeho hledání. Během společného času si Mike a El vytvářejí silné pouto. Jakmile Willa našli, je Mike šťastný, že se vrátil domů v pořádku; je však velmi zdrcen, že se El obětovala, aby porazila Demogorgona.
Ve druhé řadě je stále zdevastován zmizením El a každý večer ji volá. Zároveň také Willovi pomáhá s jeho novými nadpřirozenými problémy. Zůstává s ním, Joyce, Hopperem a Bobem v laboratoři, kterou přepadnou demo-psi a jsou v ní uvězněni bez proudu. Jakmile se jim podaří uniknout, Mike spolu s Lucasem, Dustinem, Max a Stevem pracují na spálení rozsáhlé sítě podzemních tunelů, což používají na rozptýlení demo-psů, aby mohla El definitivně uzavřít bránu. Později se s Jedenáctkou zúčastní Zimního bálu a dodrží tím svůj slib.
Ve třetí řadě jsou Mike a El téměř nerozluční, přestože adoptivní otec Jedenáctky Hopper s jejich vztahem nesouhlasí. Ve snaze stanovit hranice v jejich vztahu, Hopper vyděsí Mikea a ohrozí tak jejich vztah. Mike hledá útěchu u svých nejlepších přátel, Lucase a Willa. Jejich pozornost se však obrátí k naléhavějším obavám, když je Will upozorní na fakt, že Mozkožrout je stále naživu a snaží se pomstít Mikeovi, El a jejich přátelům. Poté, co si všimnou, že se nevlastní bratr Max Billy Hargrove chová neobvykle, dozvídají se, že Billy a jiní obyvatelé Hawkinsu byli posednuti Mozkožroutem. Mike se spolu s přáteli rozhodne, že proti němu budou bojovat. Tři měsíce po Hopperově zdánlivé smrti se Mike a jeho přátelé musejí rozloučit s El a Byersovými, kteří se stěhují pryč z Hawkinsu.
Ve čtvrté řadě je spolu s Dustinem a Lucasem oddaným členem klubu Hellfire. Zamíří do Kalifornie, aby strávil jarní prázdniny se svou přítelkyní El, se kterou byl v kontaktu prostřednictvím dopisů, v nichž mu tvrdila, že se úspěšně adaptovala v Kalifornii. Po svém příjezdu si však uvědomí, že mu El lhala. Když ji dr. Owens odvede pryč, aby znovu získala své schopnosti, protože se v Hawkinsu objevilo nové zlo, Mike se připojí k Willovi, Jonathanovi a Argyleovi, kteří ji hledají, zatímco jsou na útěku před podplukovníkem Jackem Sullivanem, který obvinil El z nových podivných vražd v Hawkinsu. Za pomoci Dustinovy přítelkyně Suzie se jim podaří najít El včas a stávají se svědky návratu jejích schopností. Poté, co se Mike dozvídá více o Vecnovi, pomůže vytvořit provizorní nádrž v kuchyni nedaleké pizzerie, která Jedenáctce umožní použít své schopnosti k boji s Vecnou. Když je Jedenáctka na pokraji prohry s Vecnou, Mike ji povzbudí a nakonec jí přizná, že ji miluje a nemůže ji ztratit, což jí dodá sílu přemoci Vecnu a dočasně ho porazit, čímž zachrání své přátele. O dva dny později dorazí Mike, El, Jonathan a Argyle do Hawkinsu, kde se Mike znovu sejde se svou rodinou a přáteli. S ostatními pak navštíví Max v nemocnici, která skončila v kómatu kvůli klinické smrti po boji s Vecnou. Zatímco Mike, Will, Jonathan, Argyle a Nancy pracují na přestavbě Hopperovy opuštěné chaty, Mike ujišťuje Willa, který cítí, že je Vecna stále naživu, že zabili Vecnu jednou provždy. Mike se pak znovu schází s Hopperem a ostatními a spolu jsou svědky toho, jak se čtyři nově otevřené brány začínají slévat do Hawkinsu.

### Jedenáctka

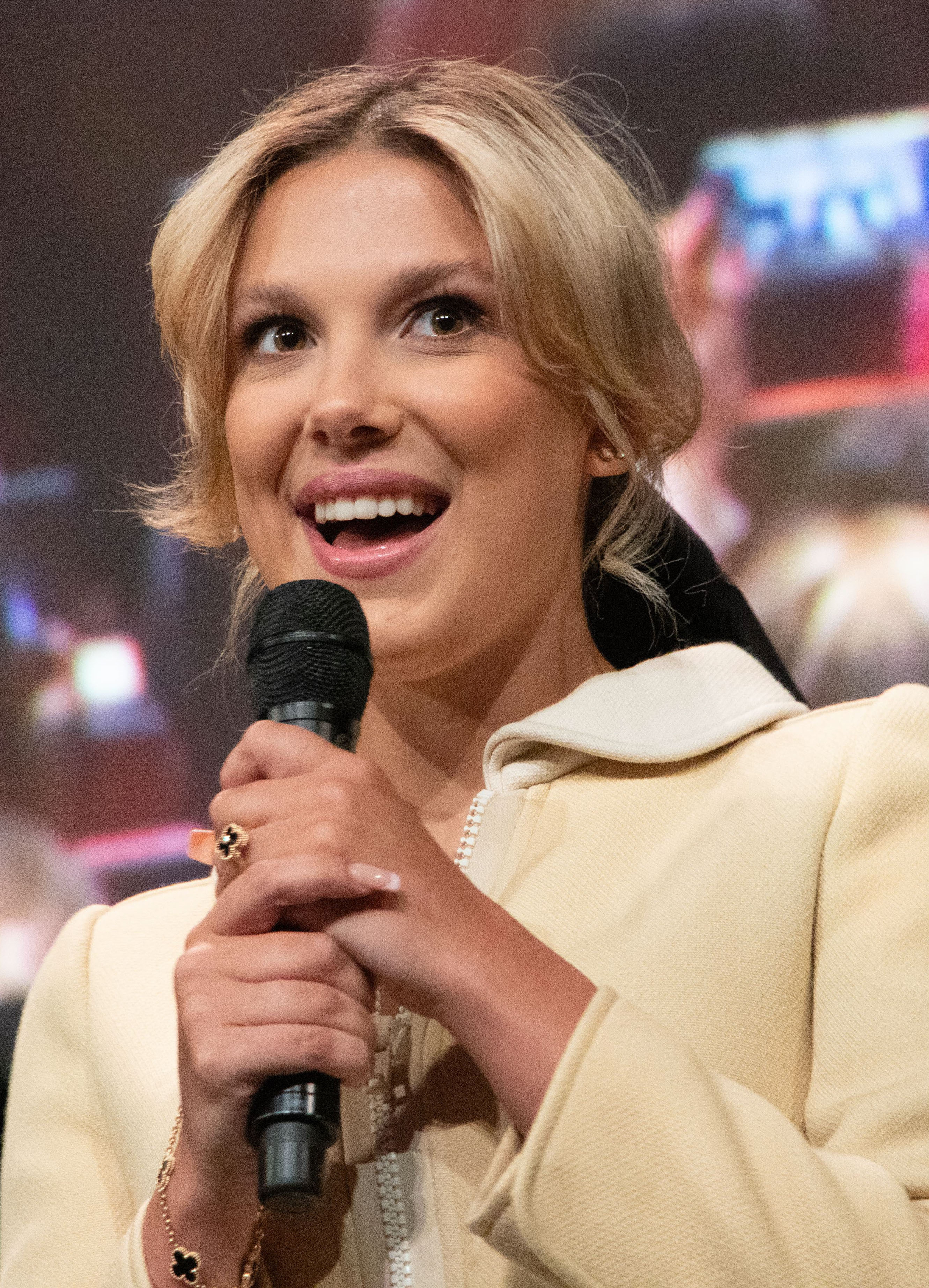
Millie Bobby Brownová

Jedenáctka (hraje Millie Bobby Brownová), přezdívaná „El“, je dcera Terry Ivesové, která se narodila se schopností telekineze. Ihned po narození byla své matce odebrána a vyrůstala v Hawkinské laboratoři, kde na ní byly provázeny experimenty. Po úniku z laboratoře se spřátelí s Mikem, Dustinem a Lucasem, kteří věří, že jim může pomoct najít jejich přítele Willa. V první řadě se schovává před „zlými lidmi“ (zaměstnanci laboratoře) a pomáhá Mikeovi a jeho přátelům najít ztracené kamarády. Na konci první řady zdánlivě zemře po boji s Demogorgonem, ale přežije a uvízne v obráceném světě.
Ve druhé řadě je ukázáno, jak unikne z obráceného světa bránou na chodbě školy. Poté začíná žít v Hopperově chatě, který ji zde skrývá před Mikem, Dustinem a Lucasem pro její vlastní bezpečí. Cítí se izolovaná, a proto dočasně opouští Hawkins, aby našla svou biologickou matku, Terry Ivesovou. Po vidině pokračuje do Chicaga, kde potká dívku jménem Kali (testovací subjekt č. 008) a její přátele. Navzdory tomu, že zkoumá svou minulost a samu sebe, vrací se do Hawkinsu, aby pomohla svým přátelům a zavírá bránu do dimenze „Vzhůru nohama“ pod laboratoří. Na konci řady se legálně stává Hopperovou adoptivní dcerou.
Ve třetí řadě je ve vztahu s Mikem a tráví spolu všechen svůj volný čas, i přes nesouhlas Hoppera. Poté, co se Mike začne chovat jinak, podezřívá ho, že jí lže, a proto se přijde poradit k Max, se kterou naváže přátelství. Jednou se rozhodnou, že skrze schopnosti El budou špehovat Billyho. Když Billyho najdou, zjistí, že někoho unesl. Později zjistí, že Billy unesl plavčici Heather a je ovládán Mozkožroutem, kterého po setkání s Mikem, Lucasem a Willem, začnou pronásledovat. Spolu s Jonathanem a Nancy se parta přemístí do Hopperovy chaty, kde jsou napadeni Mozkožroutem, který zraní El a zanechá v její ráně kus sebe. Po odstranění kusu monstra z těla ztratí všechny své schopnosti. Skupina Mozkožrouta porazí díky zavření brány a tomu, že se Billy pro ostatní obětoval. Po explozi pod obchodním centrem je Hopper považován za mrtvého a El se nastěhuje k Byersovým, kteří opouštějí Hawkins a stěhují se do Kalifornie, kam je přemístil dr. Owens pro jejich vlastní bezpečí.
Ve čtvrté řadě navštěvuje s Willem střední školu v Lenora Hills v Kalifornii, kde zažívá každodenní šikanu ze strany spolužáků. Když za nimi Mike přiletí do Kalifornie, spolužáci Jedenáctku ztrapní a ona na oplátku jednu z nich udeří do obličeje kolečkovými bruslemi. Později pro ni přijede policie, která ji vezme do vazby, ale dr. Owens ji osvobodí a nabídne jí možnost obnovení schopností. Poté, co souhlasí, ji Owens vezme do podzemního zařízení v Nevadě, kde se znovu schází s Brennerem. Výměnou za navrácení schopností je nucena čelit svým traumatickým vzpomínkám z laboratoře. Poté, co si vzpomene na masakr v laboratoři, zjistí, že jsou její schopnosti obnoveny, a jakmile se dozvídá o plánu svých přátel z Hawkinsu, kteří chtějí zabít Vecnu, pokusí se s Owensem odcestovat zpět do Hawkinsu, ačkoli Brenner trvá na tom, že El zůstane v Nevadě. Poté, co americká armáda zaútočí na zařízení, pokusí se Brenner s El uprchnout, ale je zastřelen. Jedenáctka se zachrání, přičemž odmítá odpustit umírajícímu Brennerovi. Později pro ni do pouště přijíždějí Mike, Will, Jonthan a Argyle a jedou za svými přáteli, aby je zachránili. Nestihnou však do Hawkinsu přijet včas, a tak přijedou do prodejny pizzy, odkud telepaticky zachrání Max před Vecnou, ale není schopna ubránit Hawkins před neštěstím.

### Dustin Henderson
Dustin Henderson (hraje Gaten Matarazzo) je jediný syn Claudie Hendersonové a nejlepší přítel Mikea, Lucase a Willa. Je klasický nerd a má kleidokraniální dysplazii, kvůli čemuž je šikanován. Jeho život se změní v den, kdy zmizí jeho přítel Will Byers. Spolu se svými přáteli Mikem a Lucasem, se rozhodne Willa hledat v lesích, přičemž najdou dívku s oholenou hlavou El, která má telekinetické schopnosti. Dustin má na El na rozdíl od ostatních přátel neutrální názor a je více posedlý jejími schopnostmi než tím, odkud přišla a že je v nebezpečí. Chlapci si nakonec vytvoří s El úzké pouto a zachrání je před školními tyrany a díky ní se sejdou se svým přítelem Willem, ale ztratí ji poté, co zdánlivě zemře po boji s Demogorgonem.
Ve druhé řadě má spolu s Lucasem zájem o novou dívku ve třídě Max Mayfieldovou. Začínají se ale zajímat opět o Willa poté, co se začíná chovat neobvykle. O halloweenské noci objeví v odpadkovém koši před domem malé slizké stvoření, které pojemnuje D'Artagnan (zkráceně Dart). Zpočátku věří, že se jedná o nový neobjevený druh. Když to ukáže svým přátelům, uvědomí si, že se jedná o stvoření z obráceného světa. Protože si k němu vybudoval úzké pouto, tajně ho ukrývá ve svém domě. To se ukáže jako chyba, když Dart vyroste a stane se z něj demo-pes, který sní jeho kočku a nakonec uteče. Aby jej chytili, spojí síly se Stevem, od něhož dostává rady ohledně randění a pomalu přijímá skutečnost, že Max má větší zájem o Lucase. Zároveň zjišťuje, že Dart je součástí armády Demogorgonů vyslaných Mozkožroutem, který chce zničit svět. Schází se se svými přáteli a úspěšně spálí podzemní tunelový systém Mozkožrouta. O měsíc později se Dustin společně se svými přáteli zúčastní akce Zimní bál. Zpočátku všechny dívky odmítají jeho pozvání k tanci, ale poté jej k tanci vyzve Nancy a to zvýší jeho sebevědomí.
Ve třetí řadě se po měsíci stráveném na táboře vrací zpět do Hawkinsu. Je naštvaný, že se mu jeho nejlepší přátelé zdánlivě vyhýbají. Snaží se kontaktovat Suzie pomocí rádia, které společně vytvořili, ale místo toho zachytí záhadnou zprávu. Požádá tak Stevea, aby mu pomohl zprávu rozluštit. S rozluštěním zprávy jim pomůže Steveova nová spolupracovnice Robin a to je dovede ke zjištění, že jsou v Hawkinsu Rusové, kteří pracují na otevření brány do obráceného světa pod obchodním centrem. Za pomoci Lucasovy mladší sestry Eriky se vloupají do skladu a následně do ruské podzemní základny, kde se snaží zjistit, co Rusové zkoumají. Po útěku ze základny se znovu schází a usmiřuje se svými přáteli a pomáhá jim znovu porazit Mozkožrouta. Za pomoci jeho nové přítelkyně Suzie zjistí kód, který Joyce a Hopper potřebují, aby mohli zničit ruský stroj v podzemí a zavřít bránu. O tři měsíce později se Dustin loučí s Willem a Jedenáctkou, kteří se stěhují pryč z Hawkinsu.
Ve čtvrté řadě je Dustinův vztah na dálku se Suzie stále silný a je spolu s Lucasem a Mikem součástí klubu Hellfire, hrajícího Dungeons & Dragons, jemuž šéfuje student Eddie Munson. Když se Eddie stane podezřelým z vraždy spolužačky Chrissy Cunninghamové, spolu s přáteli objeví entitu z obráceného světa, známou jako Vecna, která je zodpovědná za smrt Chrissy. Když Vecna začne v Hawkinsu páchat další vraždy, Dustin s přáteli spolupracují na vyšetřování původu Vecny a jeho zastavení. Když však odhalí Vecnovu pravou identitu a úmysly, zformulují plán, jehož cílem zabít Vecnu a rozdělí si role. Dustin se připojí k Eddiemu, Robin, Steveovi a Nancy a vydávají se do obráceného světa, kde spolu s Eddiem odvádějí pozornost demo-netopýrů střežících Vecnův úkryt. Při boji se demo-netopýry postupně dostávají do jejich úkrytu a rozhodnu se vrátit zpět do normálního světa. Eddie se ale na poslední rozhodne, že v obráceném světě zůstane a zemře v Dustinově náruči poté, co zabrání demo-netopýrům ve vstupu do normálního světa. O dva dny později se znovu sejde s Mikem, Willem a El a spolu se Stevem a Robin pomáhá lidem, kteří přežili zemětřesení, ke kterému došlo po porážce Vecny. Dustin se setkává s Eddieho strýcem Waynem, kde ho informuje o smrti jeho synovce a sděluje mu, jak zachránil Hawkins.

### Lucas Sinclair
Lucas Sinclair (hraje Caleb McLaughlin) je syn Sue a Charlese Sinclairových, starší bratr Eriky a nejlepší přítel Mikea, Dustina a Willa. Když se Will jednoho dne ztratí, spolu s Mikem a Dustinem jej hledají v lese a narazí při tom na dívku Jedenáctku. Zprvu je vůči ní ostražitý a obviňuje ji z toho, že využívá Mikea. Mezi dětmi to vyvolá roztržku, což přiměje Lucase, aby prozkoumal Hawkinskou laboratoř na vlastní pěst. Lucas si však uvědomí, že El se je snaží chránit před hrozbou vládních agentů a nebezpečím, které se skrývá v Hawkinsově laboratoři. Lucas se usmíří s El, Mikem a Dustinem a pomůže jim bojovat s Demogorgonem. Na obranu před nebezpečím používá prak. V první a druhé řadě je prak použit zejména jako komediální prvek, ve třetí řadě je však skutečně použit k záchraně skupiny přátel před nebezpečím.
Ve druhé řadě se zamiluje do nové spolužačky Max, která jej zprvu ignoruje. Max se začne zajímat, jak Will vloni zmizel a Lucas jí nejprve povypráví falešný příběh, ale poté se rozhodne, že jí řekne pravdu, i když mu stále nevěří. Když jej Dustin kontaktuje, aby se dostavil na vrakoviště, zajede k Max a vezme ji s sebou. Na vrakovišti se setkají s Dustinem a Stevem a začnou se připravovat na útok demo-psů. Jakmile demo-psy zaženou, dorazí do domu Byersových, kde se setkají s ostatními a vyslýchají Willa. Poté, co Will, který je posednut Mozkožroutem, prozradí jejich lokaci, na dům zaútočí demo-psi, které následně zabije Jedenáctka, která se ke skupině přidá po návratu z Chicaga, a následně zavře bránu do obráceného světa. Po porážce Mozkožrouta se zúčastní akce Zimní bál, kde se s Max poprvé políbí.
Ve třetí řadě si s Max prochází různými cykly randění, rozchodu a opětovného vztahu; později Max opustí Lucase, aby se místo toho poflakovala s El, čímž rozdělí skupinu. Když s přáteli zjistí, že se do Hawkinsu vrátil Mozkožrout a začal posedávat lidi, včetně Billyho, bojují s ním, přičemž se jim snaží pomstít a zabít Jedenáctku. Lucas přichází s nápadem použít proti Mozkožroutu ohňostroj, který monstrum zranil a díky tomu zabránili ve smrti El. Tři měsíce po porážce Mozkožrouta se Lucas loučí s Willem a El, kteří se stěhují pryč z Hawkinsu a spolu s Dustinem předávají Erice svou kolekci Dungeons & Dragons.
Ve čtvrté řadě je členem středoškolského basketbalové týmu a jeho nabitý program mu brání v navštěvování klubu Hellfire, což mrzí jeho přátele Dustina a Mikea. Lucas, který už dále nechce být obětí šikany, doufá, že vstupem do basketbalového týmu se stane populárnějším. Bojí se o svou bývalou přítelkyni Max, která se mu odmítá svěřit. Po záhadné smrti přítelkyně jednoho z jeho basketbalových spoluhráčů si začne uvědomovat, že se stýká se špatným davem. Když se znovu sejde se svými přáteli, dozví se o entitě jménem Vecna, která otevírá portály do obráceného světa po kontaktu s lidmi, které vraždí. Ve snaze zastavit Vecnu bojuje se svým basketbalovým spoluhráčem Jasonem, přičemž málem ztratí Max, která se stane další Vecnovou obětí. Max, která přežije díky záchraně El, je po útoku v kómatu v nemocnici, kde ji Lucas navštíví a spolu s Ericou je svědkem toho, jak v Hawkinsu padají částice z obráceného světa.

### Nancy Wheelerová
Nancy Wheelerová (hraje Natalia Dyer) je dcera Karen a Teda Wheelerových a starší sestra Mikea a Holly. Nancy je ve škole něco jako vyvrhel, dokud se o ni nezačne zajímat populární student Steve Harrington. Nancy je teenagerkou, která neví, zda má upřednostnit čas strávený se svou nejlepší kamarádkou Barbarou „Barb“ Hollandovou nebo se svým novým přítelem Stevem. Vše se však změní, když Barb beze stopy zmizí, což ji přiměje ke spojení se samotářem Jonathanem Byersem, jehož mladší bratr Will také zmizel. Postupně si uvědomují, že za únosem Willa a Barb stojí monstrum z jiné dimenze. Poté, co se dozvídá, že je Barb mrtvá, je ještě odhodlanější stvoření porazit. Spolu s Jonathanem nachystají v domě past a spolu se Steveovou nečekanou pomocí se jim podaří stvoření vážně zranit.
Ve druhé řadě její snaha zjistit, jakým způsobem Barb zemřela, vytvoří roztržku se Stevem, což ji přiměje k přiznání, že ho už nemiluje. Ve snaze pomstít se lidem zodpovědným za vypuštění stvoření, které zabilo Barb, se znovu spojí s Jonathanem a novinářem Murrayem Baumanem, aby odhalili, co se děje v Hawkinské laboratoři. Během toho se s Jonathanem sblíží a nakonec podlehnou svým citům a zamilují se do sebe. Po návratu do Hawkinsu se dozvídají, že Will je posednut jinou entitou z alternativní dimenze. Nancy asistuje Jonathanovi a jeho matce Joyce při vymítání stvoření z Willova těla. O měsíc později se díky odhalení Nancy a Murraye podaří uzavřít laboratoř, přičemž smrt Barb je připsána „úniku plynu“. Nancy se zúčastní pohřbu Barb a rozejde se se Stevem, aby mohla být s Jonathanem.
Ve třetí řadě se s Jonathanem stávají stážisty pro noviny Hawkins Post, kde je Nancy nerespektována svými staršími kolegy. Když jednou pracuje pozdě do noci, odpoví na hovor ohledně nemocných krys ve městě a začne tento případ s Jonathanem tajně vyšetřovat. To nakonec způsobí, že je dvojice vyhozena, což způsobí roztržku mezi Nancy a Jonathanem. Poté, co je svou matkou povzbuzena, pokračuje ve vyšetřování případu a zjistí, že krysy jsou spojeny se stejnou entitou, kterou byl Will posednut. Po usmíření se Nancy a Jonathan spojí se svým bratrem Mikem a jeho přáteli a znovu porazí Mozkožrouta. O tři měsíce později se rodina Byersových stěhuje z Hawkinsu poté, co je úřady přemístily do Kalifornie; Nancy a Jonathan se v slzách rozcházejí, i když zůstávají odhodláni spolu zůstat.
Ve čtvrté řadě se stane reportérkou deníku Hawkinské střední The Weekly Streak. Když je za záhadných okolností zavražděna středoškolská studentka Chrissy Cunninghamová, Nancy se snaží vyšetřit její smrt se svým spolužákem Fredem Bensonem. Poté, co je Fred zabit, se Nancy setká se Stevem, Dustinem, Max a Robin a dozvídá se, že za zabití Chrissy a Freda je zodpovědná entita zvaná „Vecna“. Během vyšetřování s Robin, se kterou naváže přátelství, nalezne spojení mezi Vecnou a smrtí rodiny Creelových v 50. letech. Když Vecna uvězní Nancy ve své mysli, objeví, že Vecnova pravá identita je Henry Creel, první dětský testovací subjekt Hawkinské laboratoře, spolu s jeho plány otevřít brány napříč Hawkinsem, aby vypustil do světa monstra z obráceného světa. Poté, co ji Vecna ochotně nechá jít, Nancy informuje o svých objevech své přátele a ti přicházejí s plánem zabít Vecnu. Naneštěstí Nancy, Steve a Robin dokáží Vecnu jen těžce zranit a nejsou schopni zabránit otevření čtyř bran přes Hawkins. O dva dny později se znovu setkává s Jonathanem. Po opětovném setkání s Joyce a Hopperem, je spolu se svými přáteli svědky toho, jak se čtyři nově otevřené brány začínají slévat do Hawkinsu.

### Jonathan Byers
Jonathan Byers (hraje Charlie Heaton) je nejstarší syn Joyce a Loonieho Byersových a starší bratr Willa, je tichý a ve škole je považován za outsidera. Je aspirující fotograf a se svou matkou a bratrem má velmi blízký vztah. Jeho vztah s matkou se zhorší poté, co zmizí jeho bratr Will, protože na něj měl Jonathan dohlédnout, ale místo toho byl déle v práci. Jeho matka trvala na tom, že je Will uvězněn ve zdech a zajat monstrem bez tváře. Jonathan odmítal tvrzení své matky jako známku duševního zhroucení. Poté, co jeho spolužačka Nancy Wheelerová začne tvrdit, že její nejlepší kamarádka byla také unesena zmíněným monstrem, uvědomuje si, že měla jeho matka pravdu. Usmíří se s matkou a s Nancy připraví ve svém domě nástražnou past, která měla monstrum nalákat a zabít. S pomocí Stevea Harringtona, přítele Nancy, monstrum zapálí. Brzy poté je Will zachráněn a znovu se shledává se svým bratrem a matkou.
Ve druhé řadě se snaží smířit s novým přítelem své matky Bobem Newbym a utěšit svého traumatizovaného bratra. Poté, co vidí, jak se Nancy trápí s tím, kdo je odpovědný za smrt její kamarádky Barb, spojí se sní a s pomocí novináře Murrayho Baumana odhalí, že za její smrti stojí Hawkinská laboratoř. Během pátrání začínají přijímat fakt, že k tomu druhém mají romantické city. Když se vrátí zpět do Hawkinsu, setkají se s ostatními přáteli a dozvídají se, že je Will posednut monstrem z obráceného světa, známým jako Mozkožrout. Jonathan s Nancy pomáhají Joyce při osvobozování posedlého Willa. O měsíc později se Nancy rozchází se Stevem, aby mohla být ve vztahu s Jonathanem.
Ve třetí řadě se s Nancy stávají stážisty pro noviny Hawkins Post. Jonathan se snaží utěšit Nancy, která je obětí sexismu ze strany svých spolupracovníků a ta se rozhodne tajně vyšetřovat jeden případ. Jonthan ale věří, že sledování příběhu o „nemocných krysách“ nic nedokazuje a jen je dostane do problémů. Navzdory tomu se neochotně připojil ke své přítelkyni při vyšetřování tvrzení paní Driscollové, že nemocné krysy jedí hnojivo. Když se to v práci ostatní dozvědí, jejich šéf Tom Holloway je vyhodí. To mezi nimi vyvolá hádku, protože jí Jonathan rozzlobeně řekne, že nechápe, jak důležitá je práce pro jeho rodinu ve srovnání s Nancy, která je finančně podporována svými rodiči. Další den však Nancy zavolá Jonathanovi, aby mu řekla, že případ s krysami, který vyšetřovali, je spojen s Mozkožroutem, což ho přiměje, aby se přidal k ní, jejich sourozencům a přátelům, aby jej znovu porazili. Během toho se Jonathan hluboce omlouvá Nancy a usmíří se. Tři měsíce poté se Jonathan se svou rodinou odstěhuje z Hawkinsu a v slzách se loučí s Nancy.
Ve čtvrté řadě žije v Lenora Hills v Kalifornii, kde začal kouřit trávu spolu se svým novým nejlepším přítelem Argylem kvůli stresu z vysoké školy. S Nancy se dohodli, že budou oba navštěvovat Emerson College v Massachusetts, přestože by se dostal do finančního dluhu. Jonathan prozradí Argyleovi, že ho přijali na Lenora Hills Community College a snaží se to oznámit Nancy, ale nechce, aby ho následovala a zároveň nechce jít na Emerson College za snem, který není jeho. Když je El zajata za účelem získaní zpět svých schopností, aby mohla bojovat s novou hrozbou, která je odpovědná za smrt obyvatel Hawkinsu, zavolá Argyleovi a s Mikem a Willem uniknou vojenskému útoku na svůj domov. Čtveřice podnikne cestu do Nevady, aby našla El. Během cestování si Jonathan všimne svého bratra Willa, který se emocionálně snaží projevit své city k Mikeovi. Po nalezení El se omluví svému bratrovi za nepřítomnost v jeho životě a řekne mu, že ho bude vždy podporovat, ať se děje cokoliv. Po vytvoření deprivační nádrže v nevadské pizzerii El dočasně porazí Vecnu a všichni se vrátí do Hawkinsu. Po opětovném setkání s Nancy jsou oba šťastní, ale odmítají si přiznat, že mají ve vztahu problémy, a vypráví Nancy, že jeho dopis o přijetí ještě nepřišel. Poté, co se znovu schází se svou matkou a Hopperem, je svědkem toho, jak se čtyři nově otevřené brány začínají slévat do Hawkinsu.

### Karen Wheelerová
Karen Wheelerová (hraje Cara Buono) je matka Nancy, Mikea a Holly a manželka Teda. Poté, co se ztratí přítel jejího syna Will Byers, Karen zavádí přísná pravidla pro své děti. To mezi nimi způsobí neshody. Z velké části neví o událostech, které se dějí kolem ní, zejména o jejím synovi, který v jejím sklepě uchovává dívku, která byla testovacím subjektem laboratoře, a její dceři, která hledá monstrum z jiné dimenze. Když do jejich domu dorazí skupina agentů, kteří jí a jejímu manželovi sdělí, že jeho syn a přátelé možná skrývají experiment, Karen je nesmírně rozrušená. Nakonec se se slzami v očích shledá s Mikem na místní střední škole a navštíví nemocnici, kde se Will zotavuje.
Ve druhé řadě zůstává stejná, neuvědomuje si, co její děti dělají poté, co zalžou a řeknou, že jsou k přátelům (přičemž ve skutečnosti Mike pečuje o posedlého Willa, zatímco Nancy se spojí s Jonathanem Byersem, aby uzavřeli laboratoř). Začne ji však sexuálně přitahovat Billy Hargrove, starší bratr Max, který city opětuje.
Ve třetí řadě se zvyšuje její zájem o Billyho a společně se svými kamarádkami jej chodí pozorovat na místní koupaliště, kde Billy pracuje jako plavčík. Když jí Billy nabídne „lekce plavání“ v místním motelu, Karen se chystá odejít dokud neobjeví Holly spící v Tedově klíně na židli a tím si uvědomí, jak je sobecká, a nakonec se rozhodne, že nikam nepůjde. Další den dorazí na koupaliště, aby si promluvila s Billym (který je posedlý Mozkožroutem) a vysvětlila mu, proč nepřišla, ale Billy, který se drží, aby jí neublížil, jí řekne, aby se od něj držela dál. Brzy rezignuje zpět na roli matky a nabízí Nancy radu poté, co ji vyhodí z práce, a o tři měsíce později utěšuje Mikea poté, co se Will a El odstěhovali z Hawkinsu.
Ve čtvrté řadě, když je Mike na výletě v Kalifornii o jarních prázdninách, paranoia z tajemného požáru města a nedávné vraždy teenagerů ji spolu s ostatními rodiči vedou k přesvědčení, že jejich děti jsou spojeny s Eddiem Munsonem, vůdcem klubu Hellfire, o kterém se mylně věří, že jde o skupinu uctívající satana. Poté, co je Nancy nezvěstná, začíná se o ni zajímat, a je zmatená, že Mikeovi přátelé prchají před policií. Brzy poté, co „zemětřesení“ způsobí trhlinu v celém Hawkinsu, je Karen a ostatní obyvatelé města zdrceni a připraveni se odstěhovat. Po opětovném shledání s Mikem se Karen bojí, protože spolu s Holly vidí padající částice z obráceného světa, které se dostávají do Hawkinsu.

### Martin Brenner
Dr. Martin Brenner (hraje Matthew Modine), přezdívaný „Papa“ je hlavním vědcem Hawkinské laboratoře. Ihned po porodu unesl Jedenáctku její matce Terry Ivesové a dal jí elektrošoky, aby na vše zapomněla. Na El prováděl mnoho experimentů, díky kterým použila své schopnosti k navázání spojení s obráceným světem. Poté, co El uteče z laboratoře, Brenner a jeho tým ji pronásledují po celém Hawkinsu a zároveň kryjí činy Demogorgona, kterého nevědomky vypustili. Na konci první řady je Brenner zjevně zabit Demogorgonem, ačkoli jeden bývalý vědec tvrdil, že Brenner je stále naživu.
Ve čtvrté řadě s Dr. Owensem založili projekt Nina, navržený k navrácení schopností El pomocí experimentální procedury. Brenner a Owens si přáli využít schopnosti Jedenáctky k odvrácení hrozby, kterou představuje obrácený svět. Po počátečním váhání El proceduru podstoupí a nakonec znovu získá své schopnosti. Brenner si přeje pokračovat v posouvání schopností Jedenáctky za jejich předchozí limit, ale ona trvá na návratu do Hawkinsu. Po navrácení schopností El na zařízení zaútočí americká armáda, jejíž vůdci věří, že příčinou všech událostí, které se dějí v Hawkinsu, je Jedenáctka. Brenner je při útoku smrtelně zraněn, ale El se podaří vyváznout bez zranění a svými schopnostmi zničí vojenský vrtulník, který na ni útočí. Poté, co spolu naposledy promluví, Brenner sám umírá v nevadské poušti.

### Will Byers
William „Will“ Byers (hraje Noah Schnapp) je nejmladší syn Joyce a Loonieho Byersových a mladší bratr Jonathana, je stydlivý, milý a často plachý kluk. V první řadě zmizí nedaleko lesa Mirkwood po spatření monstra, které se tam dostalo z obráceného světa. V první řadě se objevil příležitostně, přičemž od druhé řady se stal pravidelnou součástí seriálu.
Ve druhé řadě začne s Joyce chodit na vyšetření do Hawkinské laboratoře k doktoru Samu Owensovi, který odmítá, že Willovy vize jsou důsledkem traumatu. Jeho vize se však ukážou jako mnohem podivnější a zlověstnější. Začíná vidět gigantické stvoření podobné pavoukovi, které se rýsovalo na obloze v obráceném světě, a navzdory vzdoru jej entita posedne. Tvor, kterého Willovi přátelé nazvali „Mozkožrout“, využije svého spojení k manipulaci s vědci laboratoře, což má za následek mnoho úmrtí v zařízení. S pomocí Joyce, Jonathana a Nancy část stvoření, kterou Will hostil, vyženou z jeho těla a zmizí. Navíc El, uprchlý testovací subjekt z Hawkinské laboratoře s psychokinetickými schopnostmi a kamarádka Mika, Lucase a Dustina, použije své síly k uzavření brány mezi světy, což přeruší spojení mezi Hawkinsem a obráceným světem. O měsíc později se zotavený Will se svými přáteli zúčastní středoškolské akce Zimní bál.
Ve třetí řadě je spoustu jeho přátel v romantických vztazích. Mike chodí El, Lucas s Max a Dustin s dívkou z Utahu, kterou potkal na letním táboře. Will je jediným ze svých přátel, který není ve vztahu, a bojuje s nedostatkem pozornosti svých přátel. Pokouší se organizovat nová setkání při hraní Dungeons & Dragons, ale rozčílí se, když vidí, že jeho přátelé zjevně ztrácejí zájem. Zároveň vycítí, že přítomnost Mozkožrouta v Hawkinsu stále přetrvává, a zjistí, že Billy, nevlastní bratr Max, je použit jako jeho loutka. Nechá své city za hlavou a přidá se ke svým přátelům, aby znovu bojovali proti Mozkožroutovi. O tři měsíce později se Will v slzách loučí se svými přáteli, než se s rodinou stěhuje pryč z Hawkinsu.
Ve čtvrté řadě přemístil Owens rodinu Byersových a El do Lenora Hills v Kalifornii. Jedenáctka si všímá, že se Will chová „divně“, a přemýšlí, jestli je do někoho zamilovaný. Will stojí po boku El v jejich nové škole, kde se stala obětí šikany ze strany Angely a jejích přátel. Mike odletí do Lenory strávit jarní prázdniny s El a Willem, ale během jeho návštěvy se El zaplete do menšího incidentu s Angelou na místním kluzišti. Jedenáctku nakonec odveze policie, ale později do domu Byersových dorazí dva tajní agenti, aby chránili Willa, Jonathana a Mikea. Dům je později napaden armádou; jeden z agentů je při útoku zraněn a řekne chlapcům, aby našli ‚Ninu‘, než podlehne svým zraněním. Za pomoci Jonathanova přítele Argylea se všichni tři se vydají na výlet, aby našli Jedenáctku. Během výletu nepřímo odhalí své romantické city k Mikeovi. Poté, co naleznou El v nevadské poušti, pomohou ji s vytvořením provizorní deprivační nádrže v kuchyni nedaleké pizzerie, která jí umožní použít své psychokinetické schopnosti k boji s Vecnou, nově objevenou entitou z obráceného světa. O dva dny později se skupina vrátí do Hawkinsu a jsou šokováni rozsahem nedávného „zemětřesení“. Po svém návratu do Hawkinsu si uvědomí, že jeho psychické spojení vytvořené v první řadě nebylo s Mozkožroutem, ale s Vecnou. Svěří se Mikeovi, že stále cítí Vecnovu přítomnost a že k tomu, aby tyto události skončily, musí Vecna zemřít.

### Max Mayfieldová
Maxine „Max“ Mayfieldová (hraje Sadie Sink) je biologická dcera Susan Hargrove a mladší nevlastní sestra Billyho. Pochází z Kalifornie a od mladého věku je vášnivou skateboardistkou. Po rozvodu svých rodičů a novém manželství její matky s Neilem Hargrovem se přestěhují i s jejím nevlastním bratrem do Hawkinsu. Poté, co skupina chlapců zjistí, že má nejvyšší skóre v arkádové videohře Dig Dug, upoutá pozornost Lucase a Dustina.
Ve druhé řadě se stane spolužačkou Mikea, Lucase, Dustina a Willa. Všimne si, když Will začne prožívat podivné „epizody“ a začne se o něj zajímat, když se dozví o Willově zmizení v předchozím roce. Ačkoli jí chlapci zprvu nechtějí vysvětlit, co se Willovi stalo, Lucas jí nakonec vysvětlí celou historii událostí, včetně Willa, Jedenáctky, Demogorgona a obráceného světa. I když Max příběhu zprvu nevěří, její přesvědčení se změní poté, co se s Lucasem, Dustinem a jejich přítelem Stevem setká se skupinou „demo-psů“. Uvědomí si, že Will je napadnut Mozkožroutem a slouží jako mysl obráceného světa, jejíž vliv se rozšiřuje v Hawkinsu v podobě rozsáhlých podzemních tunelů. Max a Lucas k sobě začínají něco cítit. Poté, co se postaví násilnickému Billymu po jeho útoku na Stevea, ukradne jeho auto a převeze skupinu k podzemním tunelům, kde asistují v boji proti Mozkožroutovi. Po porážce Mozkožrouta se zúčastní akce Zimní bál, kde se s Lucasem poprvé políbí. 
Ve třetí řadě se spřátelí s El, zatímco s Lucasem prochází různými cykly randění, rozchodu a opětovného vztahu. Max s El začne trávit spoustu času. I přes nesouhlas Max se pozornost skupiny přesune k Billymu poté, co zjistí, že se chová jinak než obvykle. Spolu zjistí, že je Billy posednut Mozkožroutem, což je přiměje ke spojení s ostatními a jeho poražení. Zatímco ostatní bojují s monstrem pomocí ohňostrojů, El připomíná Billymu jeho lidskost a její slova jej přimějí k obětování svého života, aby ji zachránil, což způsobí Max trauma. I přes svou nenávist k Billymu je jeho ztrátou hluboce zasažena a zažívá hluboký pocit smutku a viny. O tři měsíce později se se zbytkem skupiny loučí s rodinou Byersových a El, které dr. Owens přemístil do Kalifornie. 
Ve čtvrté řadě stálé zoufá nad ztrátou Billyho a trpí častými nočními můrami, ve kterých znovu prožívá okamžik jeho smrti. Izoluje se od svých přátel a definitivně opouští Lucase. Nicméně po smrti místní studentky Chrissy Cunninghamové, která zemřela naproti jejího domu, se rozhodne pomoct svým přátelům s vyšetřováním její smrti. Poté, co se dozví, že Chrissy navštěvovala školní poradkyni, rozhodnou se vloupat k ní do kanceláře, aby našli stopy týkající se její smrti. Max se dozvídá, že zažívá stejné příznaky jako Chrissy a začíná vidět znepokojivé halucinace. Zjišťují, že je „prokleta“ tajemnou entitou z obráceného světa, přezdívanou „Vecna“. Max dokáže přežít Vecnův útok poté, co jí její přátelé do sluchátek pustí její oblíbenou píseň, což jí dodá sílu, aby mohla Vecnovi vzdorovat a vrátit se do reality. Po odhalení Vecnova plánu přicházejí s plánem k jeho poražení, v němž Max figuruje jako návnada k odvrácení pozornosti, zatímco Nancy, Steve a Robin zaútočí na jeho skutečné tělo. V opuštěném Creelově domě se Max stane zranitelnou vůči Vecnovu vlivu a vypne svůj kazetový přehrávač. Začne mít znovu halucinace, ale k jejímu překvapení se v jejích představách, díky svým schopnostem, objeví Jedenáctka. Vecna však Jedenáctku přemáhá a začíná Max zabíjet. Za Mikeova povzbuzování Jedenáctka nachází sílu a překonává Vecnovu kontrolu, přičemž ve stejnou dobu Nancy, Steve a Robin zapalují Vecnovu fyzickou podobu Molotovovými koktejly. Ačkoli se jí zpočátku podaří přežít Vecnův druhý pokus o vraždu, je oslepena, její končetiny jsou zlomeny a na okamžik se jí zastaví srdce. Její smrt spouští otevření čtvrté a poslední prokleté brány a způsobuje zkázu napříč Hawkinsem. El použije své schopnosti k restartu srdce, díky čemuž znovu ožije, ale zůstává v kómatu. 

### Steve Harrington
Steve Harrington (hraje Joe Keery) je populární středoškolský student. Snaží se navázat vztah s Nancy Wheelerovou, ale poté, co se ztratí její nejlepší kamarádka Barb, obviňuje ji, že ho podvádí s Jonathanem Byersem, se kterým Nancy tráví spoustu času. V první řadě se objevil příležitostně, přičemž od druhé řady se stal pravidelnou součástí seriálu.
Ve druhé řadě, po rozchodu s Nancy, se Steve rozvíjí přátelský vztah s dětmi, zejména s Dustinem Hendersonem. Tomu pomáhá, když zjistí, že je jeho mazlíček Dart demo-pes, sežere mu kočku a uteče pryč. Spolu s Dustinem, Lucasem a Max se sejdou na vrakovišti, kam se snaží Darta nalákat a začnou si budovat útočiště. Jakmile jej uvidí, vydá se za ním a snaží se ho zabít. Ostatní si ale všimnou, že se na vrakovišti nachází více demo-psů a křičí na Stevea, který jim stihne uniknout. Následně všichni demo-psi utečou do laboratoře. Odjedou spolu k Byersovým, kde se setkají s ostatními a rozdělí si roli. Steve dostane za úkol hlídat Dustina, Lucase, Max a Mikea. Mezitím za nimi přijede Billy, který hledá svou nevlastní sestru Max. Když ji v domě uvidí, popere se Stevem, kterého téměř zabije, ale zachrání ho Max, která píchne Billymu injekci a vezme si jeho klíčky od auta. Max ukradne Billyho auto a převeze skupinu k podzemním tunelům, kde asistují v boji proti Mozkožroutovi. Po porážce Mozkožrouta odveze Dustina na akci Zimní bál, kde dává Dustinovi rady, jak zaujmout dívky. 
Ve třetí řadě pracuje v prodejně zmrzliny Scoops Ahoy po boku Robin Buckleyové, která si z něj střílí, když se snaží zaujmout dívky. Steve je Dustinem požádán, aby mu pomohl rozluštit tajnou zprávu, kterou zachytil pomocí svého rádia. Zprvu to před ostatními tají, ale později jim Robin nabídne pomoc a společně tak vzkaz rozluští. Zjistí, že pod obchodním centrem se nachází tajná ruská základna. Trojice se proto do základny plánuje vypravit, ale nemohou se tam dostat. Požádají proto Lucasovu mladší sestru Ericu, aby jim pomohla a čtveřice se tak dostane do základny. Spolu s Robin zůstanou v základně uvězněni, zatímco Dustinovi a Erice se podaří vojákům uniknout. Vědci se z dvojice, která je pod vlivem séra, snaží dostat informace o tom, pro koho pracují. Když se jim podaří uniknout, Robin se Steveovi přiznává, že je lesba. Společně se spojí s ostatními a bojují proti Mozkožroutovi a podaří se jim opět zavřít bránu. Po uzavření obchodního centra začínají pracovat v půjčovně Family Video. 
Ve čtvrté řadě stále pracují v půjčovně Family Video, která se snaží najít si novou přítelkyni. Po vraždě místní studentky Chrissy Cunninghamové vystopují Eddieho Munsona, který je hlavním podezřelým z vraždy Chrissy. Zde spolu s Dustinem, Max, Robin a Nancy objeví entitu z obráceného světa, známou jako Vecna, která je za vraždu ve skutečnosti odpovědná. Při vyšetřování se začne znovu sbližovat s Nancy. Poté, co je vtažen do obráceného světa a málem zabit rojem demo-netopýrů, je zachráněn Nancy, Robin a Eddiem. Než se jim podaří uniknout, Nancy objeví, že Vecnova pravá identita je Henry Creel, první testovací subjekt Hawkinské laboratoře. S těmito objevy zformulují plán, jak zabít Vecnu a zabránit mu v otevření čtyř bran napříč Hawkinsem. Steve, Nancy a Robin však dokáží Vecnu pouze těžce zranit a nedokáží mu zabránit v otevření bran. O dva dny později Steve, Robin a Dustin pomáhají přeživším zemětřesení, které bylo způsobeno otevřením bran. Steve šťastně sleduje Robin, jak se začíná sbližovat s její láskou, Vickie, a stane se svědkem padání částic z obráceného světa v Hawkinsu. 

### Billy Hargrove
William „Billy“ Hargrove (hraje Dacre Montgomery) je starší nevlastní bratr Max. Je hrubý a verbálně útočí ostatní lidi, včetně své nevlastní sestry. Jeho chování je důsledkem fyzického týrání, kterému čelí od svého otce.
Ve třetí řadě pracuje jako plavčík na koupališti, kde přitahuje pozornost žen, především Karen Wheelerové. Pozve Karen na rande, ale při cestě do něčeho narazí a zastaví před ocelárnami. Když vystoupí z auta, zjistí, že čelní sklo je pokryto slizkou hmotou, poté uslyší nějaké hlasy a Mozkožrout jej odtáhne do ocelárny, kde jej posedne. Poté vyběhne a nasedne zpět do auta a zastaví se u telefonního automatu, kde volá na tísňovou linku. Jakmile telefon zvedne, ocitne se v dimenzi „Vzhůru nohama“. Další den opět dorazí na koupaliště, kde se chová neobvykle a výrazně se potí. Na koupališti za ním přijde Karen a omluví se mu, že na rande nedorazila. Krátce uvažuje o napadnutí Karen, ale řekne jí, ať se mu vyhýbá. Po konci směny odejde do sprchy, kde ho přijde zkontrolovat Heather poté, co uslyší jeho křik. Billy ji poté napadne a odnese do ocelárny, kde ji předá Mozkožroutovi. Jakmile se Max a El, která je hlavním cílem Mozkožrouta, dozvědí o Billyho posednutí, rozhodnou se s spojit kamarády a připravit na něj past. Na koupališti na děti zaútočí a díky schopnostem El jej porazí. Když je později Mozkožrout napadne v nákupním centru, nejsou schopni se ubránit, protože El ztratila své schopnosti. El, kterou Billy přinesl Mozkožroutovi jako oběť, nahlédne Billymu do vzpomínek a připomene mu radostné chvíle se svou matkou, což mu umožní vymanit se z vlastnictví a obětuje se, aby El zachránil.
Ve čtvrté řadě se Billy objeví v halucinaci, když je Max uvedena do transu poté, co je napadena Vecnou. Billy ji zde obviňuje ze své smrti. Max přiznává, že je zčásti šťastná, že zemřel, ale stále jí na něm záleží a myslí na něj.

### Bob Newby
Bob Newby (hraje Sean Astin) je bývalý spolužák Joyce a Hoppera ze střední školy, který provozuje maloobchod RadioShack.
Ve druhé řadě se stává partnerem Joyc. Často se označuje jako superhrdina, vidí svou budoucnost s rodinou a navrhne Joyce, aby se přestěhovali z Hawkinsu. Byersovi se jej zprvu snaží držet mimo povědomí o obráceném světě, ale když se Will začne chovat podivně, vše mu vysvětlí a spoléhají na jeho pomoc při hledání Hoppera. Společně s Joyce, Hopperem, Willem v bezvědomí, Mikem a dr. Owensem jsou uvězněni v Hawkinské laboratoři bez proudu. Nabídne se, že půjde resetovat jističe a odemknout dveře, protože to jako jediný z přítomných dokáže. Poté, co se mu to podaří, je napaden a zabit demo-psy přímo před zraky Joyce a Hoppera. Jeho odkaz žije i po druhé řadě, přičemž Joyce stále truchlí nad jeho smrtí.

### Sam Owens
Dr. Sam Owens (hraje Paul Reiser) je vysoce postavený člen Ministerstva energetiky Spojených států, jehož úkolem je zabránit podivným událostem, které se odehrály v Hawkinsu a nahradí Brennera ve vedení Hawkinské laboratoře.
Ve druhé řadě ošetřuje Willa, kterého jeho matka Joyce přivedla do laboratoře poté, co se začne chovat podivně. Mezitím se také setká s Jonathanem a Nancy poté, co měli domluvenou schůzku s matkou Barb, aby jí řekli o tom, jak její dcera zemřela. Owens přizná, jak hanebné byly činy jeho předchůdců, ale chce, aby byly před veřejností utajeny. Přiznal, že nemůže napravit chyby svých předchůdců, ale může zabránit jejich šíření, přičemž jako příklad uvádí to, co by se stalo, kdyby se Sovětský svaz dozvěděl o obráceném světě a pokusil do něho otevřít bránu. Když je Will po silných bolestech hospitalizován, dozvídají se, že slouží jako spojka s obráceným světem a nevědomky předává informace Mozkořoutovi. Následně laboratoř napadnou demo-psi a bez elektřiny zůstane uvězněn v jedné místnosti s Joyce, Hopperem, Bobem, Willem a Mikem. Bob se nabídne k resetování jističů a Owens zůstane v řídící místnosti, odkud ostatní naviguje k východu. Všichni, kromě Boba, uniknou z laboratoře živí a v ní Owens zůstane uvězněn. Když se Hopper vrátí s El do laboratoře, aby mohla uzavřít bránu, nalezne zraněného Owense, který je jediným přeživším zaměstnancem, a pomohou mu uniknout. O měsíc později je laboratoř uzavřena kvůli informacím, které zveřejnili Murray Bauman, Nancy a Jonathan. Přibližně ve stejnou dobu pomůže Hopperovi oficiálně adoptovat Jedenáctku a předá mu padělaný rodný list. Po uzavření laboratoře se stává úředníkem v americké armádě.
Ve třetí řadě Hopper zavolá Owensovi, aby ho informoval, že byla v Hawkinsu opět otevřena brána do obráceného světa. Na konci řady Owens a jeho muži odletí do Hawkinsu a přepadnou tajnou sovětskou základnu. Během útoku vidí bránu uvnitř zdi, která není úplně zavřená.
Ve čtvrté řadě začíná tajně pracovat s Brennerem na programu zvaném „NINA“, který by mohl být schopen vrátit El schopnosti. Po sérii vražd v Hawkinsu přemluví El k účasti v programu. Když se dozví o Brennerově zapojení do projektu, vzbouří se, ale krátké obnovení jejích schopností během pokusu o útěk ji přesvědčí, aby zůstala. Projekt nakonec uspěje a El se vrátí její schopnosti, ale americká armáda vedená pplk. Jackem Sullivanem na zařízení zaútočí a věří, že právě El je za vraždy v Hawkinsu zodpovědná. Sullivan v zařízení uvězní Owense, ale El zničí vozidla armády a s pomocí Mikea, Willa, Jonathana a Argylea uteče. Brenner při útoku umírá, zatímco Owens přežívá.

### Robin Buckleyová
Robin Buckleyová (hraje Maya Hawkeová) je spolupracovnice Stevea v prodejně zmrzliny Scoops Ahoy v obchodním centru Starcourt Mall. Prolomí tajnou ruskou zprávu a společně se Stevem, Dustinem a Ericou se dostanou do v podzemí, kde naleznou tajnou ruskou základnu. Zatímco tvrdí, že na střední škole byla Stevem posedlá, pod vlivem séra odhalí, že toužila po pozornosti Tammy Thompsonové, čímž přizná, že je lesba.
Ve čtvrté řadě trpělivě snáší Steveovy žvásty o jeho komplikovaném milostném životě, zatímco je zamilována do Vickie, členky školní kapely. Její pozornost však přitáhnou obavy po sérii záhadných vražd v Hawkinsu. Tyto vraždy se spolu se Stevem a Dustinem začne vyšetřovat, přičemž s spřátelí s Nancy Wheelerovou a Eddiem Munsonem. Zjistí, že vraždy mohou být spojeny s nechvalně známým masakrem z roku 1959 a objeví novou bránu do obráceného světa na dně jezera. Poté, co Robin, Steve, Eddie a Nancy prošli bránou a uvízli v obráceném světě, podaří se jim utéct a znovu se sejít se svými mladšími spojenci. Poté, co odhalí Vecnovu pravou identitu, vytvoří plán, jak tuto hrozbu zastavit, přičemž Robin, Steve a Nancy se odvážili vrátit zpět do obráceného světa, aby zaútočili na Vecnu. Navzdory veškerému úsilí skupina nedokáže zabránit otevření čtvrté brány, což způsobí zkázu napříč Hawkinsem. O dva dny později se Robin dobrovolně přihlásila na pomoc obětem „zemětřesení“ a později ve strachu sleduje padání částic z obráceného světa v Hawkinsu.

### Erica Sinclairová
Erica Sinclairová (hraje Priah Ferguson) je dcera Sue a Charlese Sinclairových a mladší sestra Lucase. Je velmi drzá a považuje Lucase a jeho přátele za nerdy. Ve druhé řadě se v seriálu objevila příležitostně, pravidelnou součástí seriálu se stala od třetí řady.
Ve třetí řadě tráví dny se svými kamarádkami v nově otevřeném obchodním centru Starcourt Mall, kde obtěžuje Robin a Stevea, po nichž žádá bezplatné vzorky zmrzliny. Později ji Steve, Robin a Dustin požádají, aby prolezla ventilačními otvory a prozkoumala zásoby obchodního centra, kde jsou schovány ruské zbraně. Erica souhlasí s výměnou zmrzliny na celý život zdarma. Čtveřice objeví pod obchodním centrem velkou ruskou základnu, která se pokouší otevřít portál do jiné dimenze, o němž zjišťuje, že její bratr a jeho přátelé poslední dva roky bojovali o to, aby ho udrželi zavřený. Erice s Dustinem se podaří uniknout, zatímco Robin a Stevea zadrží vojáci. Po útěku ze základny brzy pomůže svému bratrovi a přátelům zastavit Mozkožrouta.
Ve čtvrté řadě se dovednosti Eriky ve hře Dungeons & Dragons vyrovnaly dovednostem studentům Hawkinské střední. Když se Lucasovy basketbalové zápasy odehrávají ve stejný čas jako setkávání klubu Hellfire, Mike a Dustin zoufale hledají náhradního hráče – a požádají proto Ericu. Později je informována o entitě zvané Vecna, která vraždí dospívající v Hawkinsu a připojí se ke svým přátelům a bratrovi při pokusu o vraždu Vecny. Po potyčce se členem basketbalového týmu Hawkinské střední v blízkosti Creelova domu dokáže Erica a její přátelé ublížit Vecnovi, ale nedokáží zabránit otevření čtyř bran do obráceného světa. Následně s Lucasem navštíví Max v nemocnici, která je po střetu s Vecnou v kómatu, přičemž jsou svědky toho, jak částice z obráceného světa padají do města.

### Murray Bauman
Murray Bauman (hraje Brett Gelman) je soukromý detektiv a konspirační teoretik najatý k vyšetřování smrti místní studentky Barbary Hollandové. Poprvé se v seriálu objeví ve druhé řadě, kde pomáhá Nancy a Jonathanovi k uzavření Hawkinské laboratoře poté, co se dozví, že laboratoř stojí za smrtí místní studentky Barbary Hollandové. 
Ve třetí řadě objeví Hopper a Joyce tajný sovětský podnik na farmě, při níž zajali ruského vědce Alexeje. Potřebují pomoc s překladem a obrátí se tak na Murrayho, nejbližšího znalce ruštiny, kterého Hopper zná. Prostřednictvím Alexeje se Američané dozvědí, že Sověti sestavili stroj na tajné základně hluboko pod obchodním centre, který je schopen otevřít bránu do obráceného světa. Poté, co je Alexej zabit ruským zabijákem Grigorim, Murray pomůže při proniknutí do skryté základny, což umožní Joyce a Hopperovi stroj deaktivovat. O chvíli později ho a Joyce nejde americká armáda, nicméně Hopper zdánlivě umírá během potyčky s Grigorim. 
Ve čtvrté řadě obdrží Joyce anonymní balíček. Zavolá tak Murraymu, aby jí pomohl a objeví v něm poznámku, která tvrdí, že Hopper je stále naživu. Když zjistí, že byl Hopper zajat Rusy poté, co v předchozí řadě uzavřel bránu do obráceného světa, připojí se k Joyce na záchranné misi s cílem ho osvobodit. Navzdory dvojitému křížení pašeráckým pilotem Jurijem Ismaylovem Murray a Joyce dosáhli Kamčatky a úspěšně zachránili Hoppera, i když v tomto procesu nepřímo zabili většinu vězeňského personálu tím, že osvobodili ruský Demogorgon. Odletí spolu na Aljašku, kde se setkají s pašerákem Jurijem, který Joyce a Murrayho podvede za vidinou vyššího zisku. Uspí je a naloží do letadla a odletí s nimi do Sovětského svazu. Joyce a Murraymu se podaří zmocnit se letadla, ale jelikož jej neumí ovládat, musejí nouzově přistát v SSSR. Když vězení najdou, podaří se jim do něj proniknout a vysvobodit Hoppera. Utečou do skladu Jurije, ale poté, co zjistí, že jsou jejich děti a přátelé v Hawkinsu ohroženy, vrátí se zpět od vězení. Doufají, že zničením vířících částic, kterých byli svědky, mohou pomoci svým přátelům v nouzi. Jakmile se vrátí do vězení, zjistí, že se do komplexu dostal Demogorgon a demo-psi. Podaří se jim popravit všechna stvoření a odletí spolu vrtulníkem zpět do USA. 

### Vecna
Vecna (hraje Jamie Campbell Bower) je vražedná entita v obráceném světě, která se poprvé objeví ve čtvrté řadě. Vraždí jednotlivce, kteří prožívají traumata z minulosti a zabíjí metodou vyvolání nočních můr, než jim telekineticky zlomí kosti. Operuje z Creelova domu v obráceném světě. Ukázalo se, že je zodpovědný za události, které se staly v Hawkinsu v předchozích řadách, včetně Willova zmizení v první řadě.
Je odhaleno, že jeho původem je Henry Creel. Po přestěhování do nového domova v Hawkinsu v roce 1959 mladý Henry zjistil, že má pozoruhodné psychokinetické schopnosti a dokáže manipulovat s vnímáním ostatních. Henry používal své schopnosti k mučení své rodiny, nakonec zabil svou matku a sestru. Poté, co byl Henryho otec Victor falešně obviněn z vražd, byl Victor uvězněn a dohnán k šílenství. Tyto události by přitáhly zájem Dr. Martina Brennera, který vzal Henryho do laboratoře, aby na něm prováděl experimenty; byl označen jako 001 a stal se prvním dětským testovacím subjektem v laboratoři. Brenner implantoval Henrymu do krku miniaturní zařízení, které potlačovalo jeho schopnosti a sledovalo jeho pohyby. Časem se Henry stal jedním ze zaměstnanců laboratoře, kteří pomáhali Brennerovi. Brenner pokračoval v replikaci Henryho schopností na sedmnácti dalších dětských testovacích subjektech, jejichž pohyby a životy byly také omezeny na hranice laboratoře. V roce 1979 Henry pomocí svých schopností přesvědčil testovací subjekt Jedenáctku, aby mu odstranila čip. V návalu vzteku použil Henry své obnovené schopnosti k brutálnímu zavraždění ostatních testovacích subjektů a pracovníků a pokusil se udělat totéž s Jedenáctkou. Nicméně, Jedenáctka ho nakonec přemohla a poslala ho bránou do obráceného světa; tam se postupně proměnil v entitu známou jako Vecna. Novou říši prozkoumal, objevil exotickou hmotu částic podobnou bouři a využil své síly k jejímu přetvoření do obří, pavoučí entity; bytost, která by vešla ve známost jako „Mozkožrout“.
V roce 1983 Jedenáctka náhodně otevřela druhou, nedočasnou bránu v Hawkinské laboratoři. Vecna, jednající prostřednictvím Mozkožrouta, učinil dva samostatné pokusy o vymýcení lidstva v letech 1984 a 1985; nejprve posedl Willa Byerse a poslal armádu Demogorgonů, aby zaútočili na Hawkinskou laboratoř, než se pustil do posednutí velké skupiny lidí a jejich prostřednictvím vytvořil gigantické pavoučí monstrum v podobě Mozkožrouta. V obou případech Jedenáctka a její spojenci překazili Vecnovy plány tím, že zavřeli brány do obráceného světa. V roce 1986 se Vecna znovu objevil a ve svých pokusech zničit lidstvo zaujal přímější přístup. Začal vraždit obyvatele Hawkinsu, trápil své oběti svou kletbou a využíval jejich smrti k otevření řady nových bran. Dustin, Nancy, Max a další začali vyšetřovat vraždy a vrahovi udělili přezdívku „Vecna“, po postavě z Dungeons & Dragons. Úsilí skupiny porazit Vecnu vyvrcholilo dvojím útokem; Jedenáctka své schopnosti ke konfrontaci s Vecnou ve své vlastní mysli, zatímco Nancy, Steve a Robin cestovali do Creelova domu z obráceného světa, aby zaútočili na jeho skutečné tělo. Navzdory tomu, že ho těžce zranili, nedokázali skupina ho zastavit v prosazování jeho plánů na zničení Hawkinse i celého světa.

### Argyle
Argyle (hraje Eduardo Franco) je doručovatel pizzy a nejlepší přítel Jonathana.
Ve čtvrté řadě pomáhá Jonathanovi s jeho vztahovými problémy s Nancy a jeho plány na vysokou školu. Když je dům Byersových napaden vojáky, Argyle zachrání Jonathana, Willa, Mikea a jejich osobního ochránce Harmona. Po Harmonově smrti se Argyle dozvídá o konfliktech svých přátel s vládními agenty, obráceným světem, a o tom, že je Jedenáctka bývalým testovacím subjektem z laboratoře, která dříve disponovala telekinetickými schopnostmi. Pomáhá tak svým přátelům hledat El ve své dodávce. Poté, co ji najdou uprostřed pouště s navrácenými schopnostmi, pokračuje v pomoci svým přátelům tím, že v blízké pizzerii vytváří nádrž na smyslovou deprivaci, kterou El používá k boji s entitou Vecnou, která terorizuje Hawkins. O dva dny později přijíždí se svými přáteli do Hawkinsu.

### Eddie Munson
Edward „Eddie“ Musnon (hraje Joseph Quinn) je středoškolský student a vůdce klubu Hellfire, hrajícího Dungeons & Dragons, který navštěvují Mike a Dustin. Žije se svým strýcem Waynem.
Ve čtvrté řadě je svědkem šokujícího nadpřirozeného zabití své kamarádky Chrissy Cunninghamové. Tato událost ho přiměje k tomu, aby hledal spravedlnost pro Chrissy a spojil své síly s Dustinem, Lucasem, Max, Nancy, Stevem a Robin, aby vyšetřili příčinu vraždy. Stane se cílem Jasona Carvera, přítele Chrissy, který se mylně domnívá, že ji zabil Eddie a se členy svého basketbalového týmu se snaží Eddieho vystopovat. Nakonec Eddie a jeho přátelé zjistí, za smrtí Chrissy stojí entita z obráceného světa, zvaná Vecna, jenž pokračuje ve vraždění dalších. Použije sílu heavy metalu, aby odvrátil pozornost Vecnova roje demo-netopýrů, zatímco ostatní útočí na Creelův dům. Eddieho snaha odlákat netopýry se ukáže jako neúspěšná a nakonec ho stojí život. V následujících dnech je Eddie nadále nesprávně považován za vraha a vůdce kultu, ale Dustin jeho truchlícího strýce utěšuje a ujistil ho, že jeho blízcí si ho budou vždy pamatovat jinak.

## Vedlejší postavy
Postavy jsou v seznamu uvedeny v pořadí, ve kterém se v seriálu objevily.

### Uvedeni v první řadě
- Joe Chrest jako Ted Wheeler, manžel Karen, otec dospívající studentky Nancy, středoškoláka Mikea a batolete Holly.[21] Ačkoli je hlavním živitelem rodiny, často není v souladu se svými dětmi a svou ženou a často spí v polohovacím křesle, je zarytý konzervativec, což z něj dělá terč pobavení mnoha postav.
- Dvojčata Anniston a Tinsley Price jako Holly Wheelerová, dcera Karen a Teda, mladší sestra Nancy a Mikea. Přestože je Holly poměrně mladá, je více všímavá a vědoma toho, co se ve městě děje, než její rodiče.
- Randy Havens jako Scott Clarke, učitel biologie a geografie na základní škole. Podporuje zájem chlapců o vědu a techniku a pomáhá jim vždy, když je o to požádán.[22]
- Rob Morgan jako Calvin Powell, jeden z Hopperových důstojníků. Poté, co Hopper zmizí, stane se náčelníkem Hawkinské policie.[23]
- John Paul Reynolds jako Phil Callahan, další Hopperův důstojník.[21]
- Susan Shalhoub Larkin jako Florence, přezdívána „Flo“, sekretářka Hawkinské policejní stanice,[24] která má obavy o Hopperovo zdraví.
- Shannon Purser jako Barbara „Barb“ Hollandová, introvertní nejlepší kamarádka Nancy. Obává se, že jejich přátelství může být ohroženo vztahem Nancy se Stevem.[25] Je jednou z prvních obětí Demogorgona.
- Ross Partridge jako Loonie Byers, bývalý manžel Joyce Byersové[26] a biologický otec Jonathana a Willa, má mladší přítelkyni jménem Cynthia.
- Catherine Dyer jako Connie Frazier,[27] Brennerova agentka, která přijímá rozkazy na zabití všech, kteří byli v kontaktu s El. Na konci první řady je Jedenáctkou zabita.
- Tobias Jelinek jako hlavní agent Hawkinské laboratoře, který pomáhá Brennerovi.[28]
- Peyton Wich jako Troy Walsh, chlapec, který šikanuje Mikea, Dustina a Lucase. Poté, co je veřejně ponížen Jedenáctkou, se po první řadě v seriálu neobjevuje.
- Cade Jones jako James Dante, chlapec, který se poflakuje s Troyem.
- Chester Rushing jako Tommy Hagan, bývalý kamarád Stevea a přítel Carol.[29] Libuje si ve své popularitě. Ve druhé řadě se vrátí jako lokaj pro nového studenta Billyho Hargrovea.
- Chelsea Talmadge jako Carol Perkins, bývalá kamarádka Stevea a přítelkyně Tommyho. Stejně jako její přítel i Carol udělá cokoliv, aby byla populární.
- Aimee Mullinsová jako Terry Ivesová, žena, jejíž dcera Jane (Jedenáctka) jí byla po porodu odebrána jako součást projektu MKULTRA. Od té doby se dostala do stavu, kdy nevnímá své okolí, protože muži, kteří jí ukradli dceru, jí dali elektrošoky, aby zakryli její existenci.[30][31]

### Uvedeni ve druhé řadě
- Linnea Berthelsen jako Kali / 008, dívka s iluzionistickými schopnostmi, která byla spolu s El testovacím subjektem v Hawkinské laboratoři, ale podařilo se jí uniknout.[32]
  - Vanathi Kalai Parthiban jako mladá Kali v Duhové místnosti v Hawkinské laboratoři ve 2. a 4. řadě.
- Catherine Curtin jako Claudia Hendersonová, Dustinova milá a starostlivá, ale často bezradná matka.[33]
- Jennifer Marshall jako Susan Hargrove, matka Max, Billyho nevlastní matka a manželka Neila. Zatímco její manžel je k Billymu hrubý a sobecký, ona je k němu laskavá.
- Karen Ceesay jako Sue Sinclairová, matka Lucase a Ericy.[34]

### Uvedeni ve třetí řadě
- Jake Busey jako Bruce Lowe, novinář Hawkins Post, který běžně zesměšňuje Nancy kvůli tomu, že je žena.[35] Stane se posedlý Mozkožroutem, je ubit k smrti Nancy hasicím přístrojem poté, co ji napadne. Jeho mrtvola se poté spojí s mrtvolou Toma v monstrum.
- Andrey Ivchenko as Grigorij, ruský voják, nájemný vrah a vymahač pro vědce pracující pod Hawkinsem. Na konci třetí série je zabit Hopperem.[36]
- Michael Park jako Tom Holloway, redaktor Hawkins Post a otec Heather.[37] Stane se posedlý Mozkožroutem. V sebeobraně je zabit Jonathanem a spojí se s mrtvolou Bruce v monstrum.
- Francesca Reale as Heather Hollowayová, populární plavčice na koupališti v Hawkinsu, která se stane posedlou Mozkoužroutem.
- Alec Utgoff jako Alexej, ruský vědec, který pracuje na otevření brány do dimenze „Vzhůru nohama“. Později je unesen Hopperem a Joyce kvůli informacím o svých ruských spoluobčanech. Zatímco je s nimi, oblíbí si americké produkty, jako jsou višňové Slurpees, Burger King, datel Woody a Looney Tunes. Předtím, než byl zabit Grigorijem, rozvíjel své přátelství Murrayem.[38]
- Cary Elwes jako Larry Kline, starosta Hawkinsu, zkorumpovaný politik, který je vydírán k práci pro Rusy.[35]
- Peggy Miley jako Doris Driscollová, starší obyvatelka Hawkinsu, která je navštěvována Nancy a Jonathanem, kteří vyšetřují její příběh o krysách. Stane se posedlou Mozkožroutem.

### Uvedeni ve čtvrté řadě
- Mason Dye jako Jason Carver, kapitán basketbalového týmu Hawkinské střední školy a přítel Chrissy Cunninghamové. Po smrti Chrissy vede svůj tým na lovu Eddieho, kterého obviňuje z její smrti a považuje jej za vůdce satanského kultu. V Creelově domě se postaví Lucasovi, kterému se podaří jej porazit. Jason je zabit, když Vecna otevře čtvrtou bránu, která rozřízne jeho tělo napůl.
- Amybeth McNulty jako Vickie, studentka Hawkinské střední školy a členka kapely, do níž se zamiluje Robin.
- Tristan Spohn jako Dvojka (002), laboratorní subjekt, který šikanuje Jedenáctku.
- Christian Ganiere jako Desítka (010), laboratorní subjekt, předchůdce Jedenáctky.
- Myles Truitt jako Patrick McKinney, člen basketbalového týmu, třetí oběť Vecny.
- Clayton Royal Johnson jako Andy, člen basketbalového týmu.
- Tom Wlaschiha jako Dmitrij Antonov / „Enzo“, vězeňský dozorce na Kamčatce, kterého Hopper podplácí, aby mu pomohl se dostat na svobodu. Později je uvězněn za zradu, ale s Hopperem spolupracují na útěku za pomoci Joyce a Murrayho.
- Vaidotas Martinaitis jako Melnikov, vězeňský dozorce na Kamčatce.
- Nikola Đuričko jako Jurij Ismajlov, pašerák americké zboží do Ruska a Antonův spojenec, kterému dal pokyn k setkání s Joyce a Murrayem na Aljašce. Prozradí, že Antonov spolupracuje s vězněným Hopperem a rozhodne se vydat Joyce a Murrayho Rusům v naději na vyšší zisky. Joyce a Murray jej však drží v zajetí a použijí jej k vloupání do vězení, aby zachránili Hoppera. Antonov přesvědčí Jurije, aby jim pomohl uniknout z Ruska.
- Sherman Augustus jako Lt. Colonel Jack Sullivan, představitel americké armády, která vede pátrání po Jedenáctce a věří, že je zodpovědná za sérii vražd, které se odehrály v Hawkinsu.
- Joel Stoffer jako Wayne Munson, Eddieho strýc. Navzdory tomu, že obyvatelé města jsou přesvědčeni, že Eddie stojí za sérií vražd, které se odehrály v Hawkinsu, se Wayne o svého synovce hluboce stará a ví, že je nevinný. Po otevření čtvrté brány Wayna utěšuje Dustin, který mu říká, že se Eddie obětoval pro záchranu Hawkinse.
- Pasha D. Lychnikoff jako Oleg, vězeň na Kamčatce.
- Nikolai Nikolaeff jako Ivan, vězeňský dozorce na Kamčatce.

## Hostující postavy

### Uvedeni v první řadě
- Chris Sullivan jako Benny Hammond, majitel a šéfkuchař restaurace Benny's Burgers, přítel Hoppera. Krátce po útěku Jedenáctky z laboratoře se o ni stará, ale krátce poté je zabit.[39][40]
- Tony Vaughn jako Russell Coleman, ředitel základní školy.
- Charles Lawlor jako Donald Melvald, majitel obchodu Melvald's General Store, kde pracuje Joyce Byersová.
- Hugh Holub jako hlavní vědec Hawkinské laboratoře.
- Andrew Benator jako vědec Hawkinské laboratoře.[41]
- Pete Burris jako šéf bezpečnosti Hawkinské laboratoře.
- Robert Walker-Branchaud jako agent v utajení Hawkinské laboratoře, který se vydával za opraváře.
- Glennellen Anderson jako Nicole,[42] spolužačka Nancy, Stevea a Jonathana.
- Cynthia Barrett jako Marsha Hollandová, matka Barb.[34]
- Jerri Tubbs jako Diane Hopper, bývalá manželka Hoppera.
- Elle Graham jako Sara Hopper, dcera Hoppera a Diane, která zemřela na rakovinu.[43]
- Shawn Levy, výkonný producent seriálu, se objevil jako pracovník márnice.[44]
- Amy Seimetz jako Becky Ivesová, sestra Terry, která se o ni stará.[45]

### Uvedeni ve druhé řadě
- Kai L. Green jako Funshine, člen skupiny Kali, která ho navzdory jeho velikosti a síle považuje za plyšového medvídka, je nejstarší ze skupiny.[33]
- James Landry Hébert jako Axel, agresivní člen skupiny Kali.[33]
- Anna Jacoby-Heron jako Dottie, nejnovější členka skupiny Kali.[33]
- Gabrielle Maiden jako Mick, členka skupiny Kali, je nejméně agresivní ze skupiny a řidička.[33]
- Matty Cardarople jako Keith, dřívější zaměstnanec The Palace Arcade a pozdější zaměstnanec Family Video.
- Madelyn Clineová jako Tina, studentka Hawkinské střední školy, přítelkyně Carol a Vicki.
- Abigail Cowen jako Vicki, studentka Hawkinské střední školy, přítelkyně Carol a Tiny.
- Arnell Powell jako Charles Sinclair, otec Lucase a Ericy.[34]
- Aaron Muñoz jako pan Holland, otec Barb.[34]
- Joe Davison jako technik Hawkinské laboratoře.[34]
- Pruitt Taylor Vince jako Ray Caroll,[33] technik Hawkinské laboratoře, který elektrošoky ublížil Terry Ivesové.
- Will Chase jako Neil Hargrove, biologický otec Billyho, nevlastní otec Max a manžel Susan. Je velmi hrubý ke svému synovi.[46]

### Uvedeni ve třetí řadě
- John Vodka jako generál Stepanov, generál KGB.
- Yasen Peyankov jako ruský vědec, který spolupracuje s Alexejem.
- Georgui Kasaev jako ruský komunikační důstojník.
- Caroline Arapoglou jako Winnie Kline, manželka starosty Larryho Klinea.[47]
- Allyssa Brooke jako Candice, sekretářka starosty Larryho Klinea.[48]
- Holly Morris jako Janet Hollowayová, manželka Toma Hollowaye a matka Heather Hollyowayové.
- Chantell D. Christopher jako recepční v hawkinské nemocnici.
- Misha Kuznetsov jako Colonel Ozerov, brutální sovětský vojenský důstojník.
- Arthur Darbinyan jako Zharkov, ruský vědec pracující pro velitele Ozerova, který se specializuje na mučení rukojmích.
- Beth Riesgraf jako matka Billyho Hargrovea.
- Gabriella Pizzolo jako Suzie Bingham, Dustinova přítelkyně, s níž se seznámil na letním táboře. Suzie žije se svou mormonskou rodinou v domě v Salt Lake City.[49]

### Uvedeni ve čtvrté řadě
- Grace Van Dien jako Chrissy Cunninghamová, studentka Hawkinské střední školy a přítelkyně Jasona Carvera, první oběť Vecny.
- Regina Ting Chen jako slečna Kellyová, výchovná poradkyně na Hawkinské střední škole.
- Logan Riley Bruner jako Fred Benson, kolega Nancy v novinách Hawkinské střední školy. Pronásleduje ho jeho role při smrtelné autonehodě a nakonec je druhou obětí Vecny.
- Elodie Grace Orkin jako Angela, populární studentka na Lenorské střední škole v Kalifornii, která šikanuje El. Nakonec je převezena do nemocnice poté, co ji El udeří kolečkovou bruslí do obličeje, čímž Angela utrpěla otřes mozku 2. stupně.
- Logan Allen jako Jake, přítel Angely a populární student na Lenorské střední škole v Kalifornii, který šikanuje El stejně jako jeho přítelkyně.
- Robert Englund jako Victor Creel, muž zatčený za údajnou vraždu své manželky a dcery v 50. letech a od té doby tráví svůj život v psychiatrické léčebně. Creel tvrdí, že jeho rodina byla zabita démonem, a je znetvořen poté, co se ve vězení pokusil zabít vyříznutím očí.
  - Kevin L. Johnson jako mladý Victor Creel
- Tyner Rushing jako Virginia Creelová, manželka Victora Creela, která byla spolu se svou dcerou telepaticky zabita svým synem v 50. letech.
- Livi Burch jako Alice Creelová, dcera Victora Creela, která byla spolu se svou matkou telepaticky zabita svým bratrem v 50. letech.
- Ira Amyx jako agent Harmon, bodyguard pracující pro Sama Owense, který je spolu s agentem Wallacem najat, aby ochránil Jonathana, Willa a Mikea před armádou. Zemřel při obraně dětí během útoku na dům Byersových.
- Kendrick Cross jako agent Wallace, bodyguard pracující pro Sama Owense, který je spolu s agentem Harmonem najat, aby ochránil Jonathana, Willa a Mikea před armádou. Během útoku armády na dům Byersových je zajat Sullivanem, který se snaží zjistit, kde se nachází Jedenáctka.
- Audrey Holcomb jako Eden Bingham, nejstarší sestra Suzie, která hlídá ji a ostatní sourozence. Argyle se do ní zamiluje hned při prvním setkání a později je Suzie, Mike, Will a Jonathan přistihnou, jak spolu kouří marihuanu v Argyleově dodávce.
- Ed Amatrudo jako ředitel Hatch, ředitel psychiatrické léčebny, ve které je umístěn Victor Creel.
- Gwydion Lashlee-Walton jako Gareth, člen klubu Hellfire a Eddieho kapely Corroded Coffin, hraje na elektrickou kytaru.
- Trey Best jako Jeff, člen klubu Hellfire a člen kapely Eddieho Munsona, kde hraje na elektrickou kytaru.
- Paris Benjamin jako agentka Stinsonová, agentka pracující pro Sama Owense, je kontaktní osobou Hoppera, Joyce a Murraye, která jim pomáhá dostat se zpět do Spojených států.